# Lijst van bruggen over de Rotte
De bruggen over de Rotte liggen in de vaarroute over de Rotte van Hollevoeterbrug bij Moerkapelle tot aan de Nieuwe Maas in Rotterdam. Deze route is weliswaar bevaarbaar en omvat ook het Stokviswater, de Delftsevaart, de Steigersgracht en de Leuvekolk, maar is bij de Leuvekolk afgesloten. De Leuvesluis is namelijk gedempt.
De gegevens over de bruggen, zoals de vrije doorvaarthoogten en hoogten in gesloten stand ten opzichte van het kanaalpeil (KP) en de wijdten, zijn overgenomen uit:
- de Database ‘Vaarwegen in Nederland’ (ViN) van Rijkswaterstaat Adviesdienst Verkeer en Vervoer (AVV)[1]
- de Wegwijzer voor de binnenscheepvaart (210)
- de ANWB Wateralmanak Deel 2, Vaargegevens.

Het kanaalpeil is het Rottepeil of Rijnlands boezempeil, streefpeil is NAP −1,02 m.

## Fietsbrug ten noorden van de Holvoeterbrug

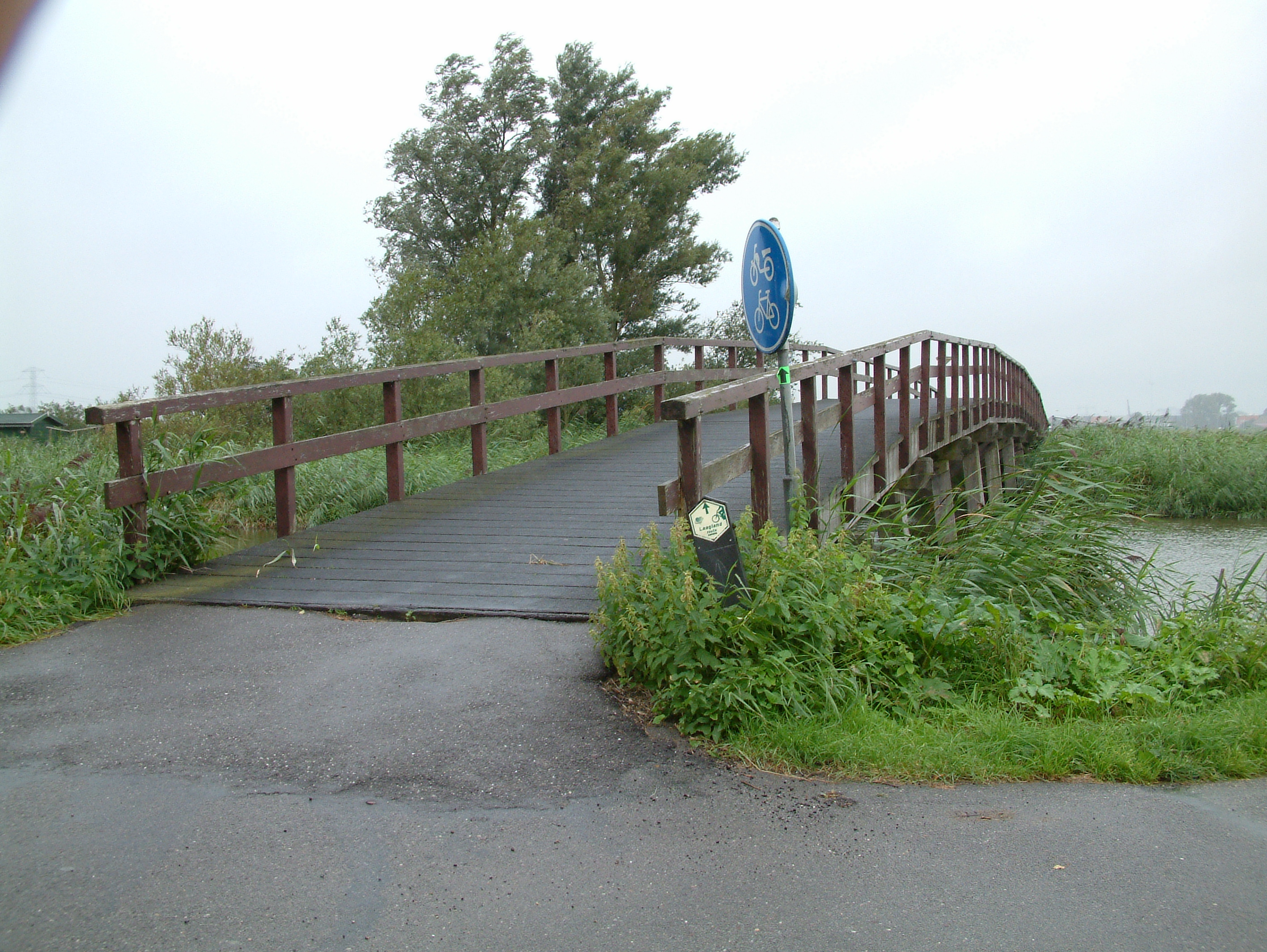
Fietsbrug

Een vaste houten brug. 

## Holvoeterbrug

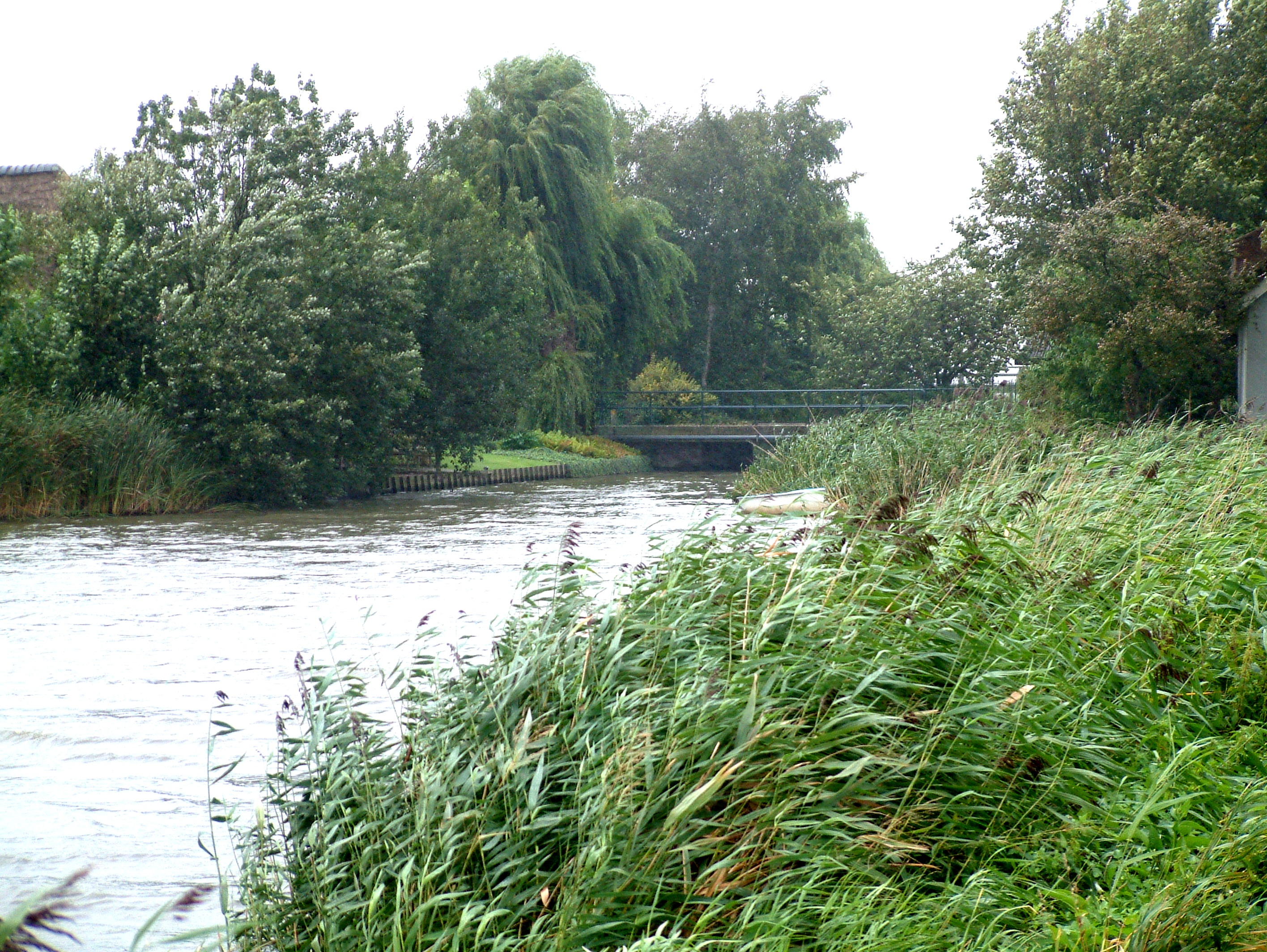
Holvoeterbrug

De Holvoeterbrug is een vaste brug bij Hollevoeterbrug. In de loop der jaren is deze brug een aantal malen door nieuwe exemplaren vervangen. Er bestaan al uit omstreeks 1650 stukken betreffende het verzoekschrift van de molenmeesters en ingelanden van de Hoefpolder onder Bleiswijk aan het hoogheemraadschap van Schieland om op kosten van het gemene land de ingebroken Rottekade in hun polder te herstellen en aan de Holvoeterbrug schot- en zwaaideuren aan te brengen. In 1704, 1732, 1763, 1804, 1836 en 1908 is de brug vernieuwd. 

## Fietsbrug ten noorden van de A12

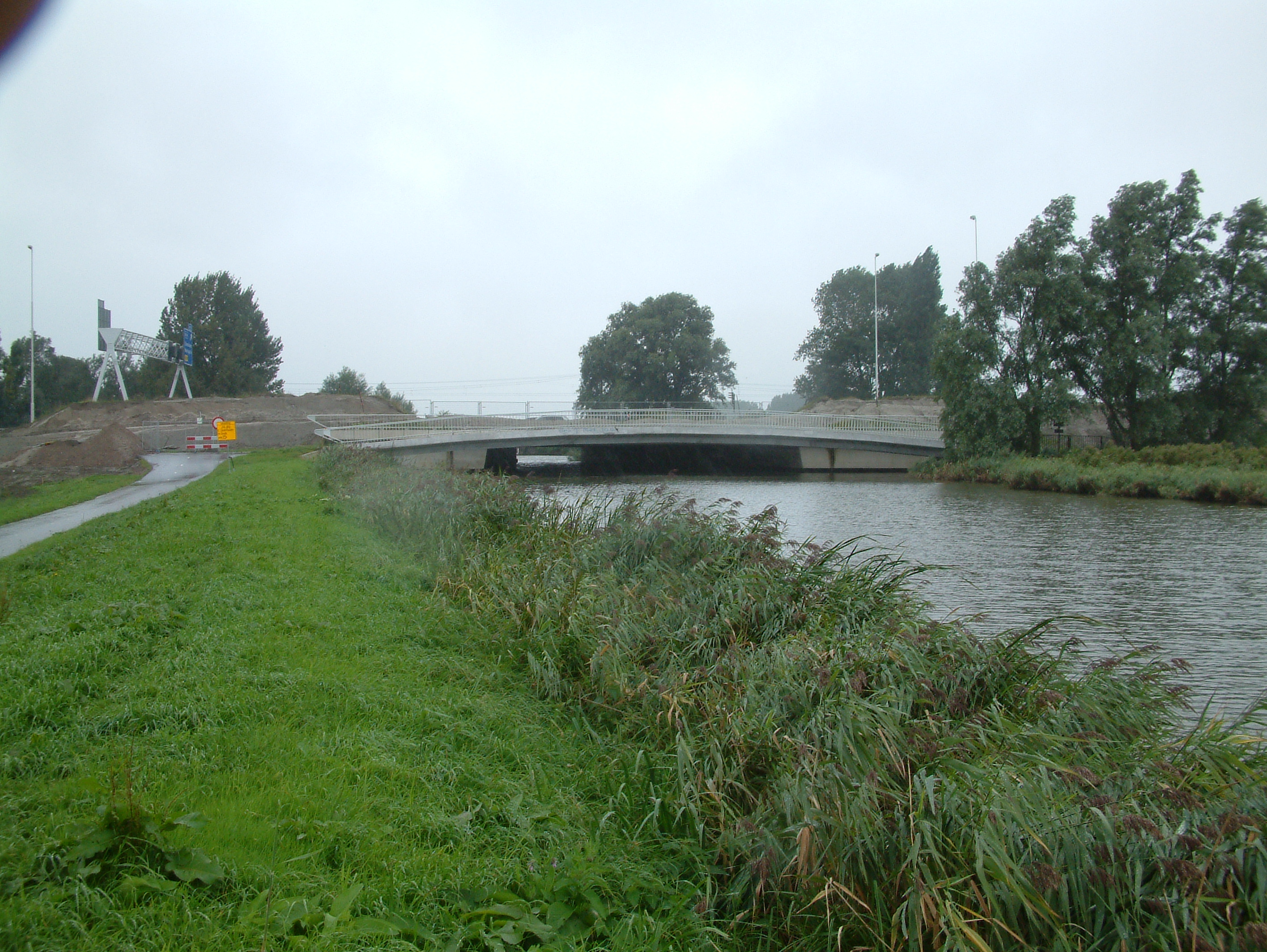
Fietsbrug

Bij de verbreding van de A12 is ten noorden ervan in 2008 ook een nieuwe betonnen fietsbrug aangelegd. 

## Brug in rijksweg A12

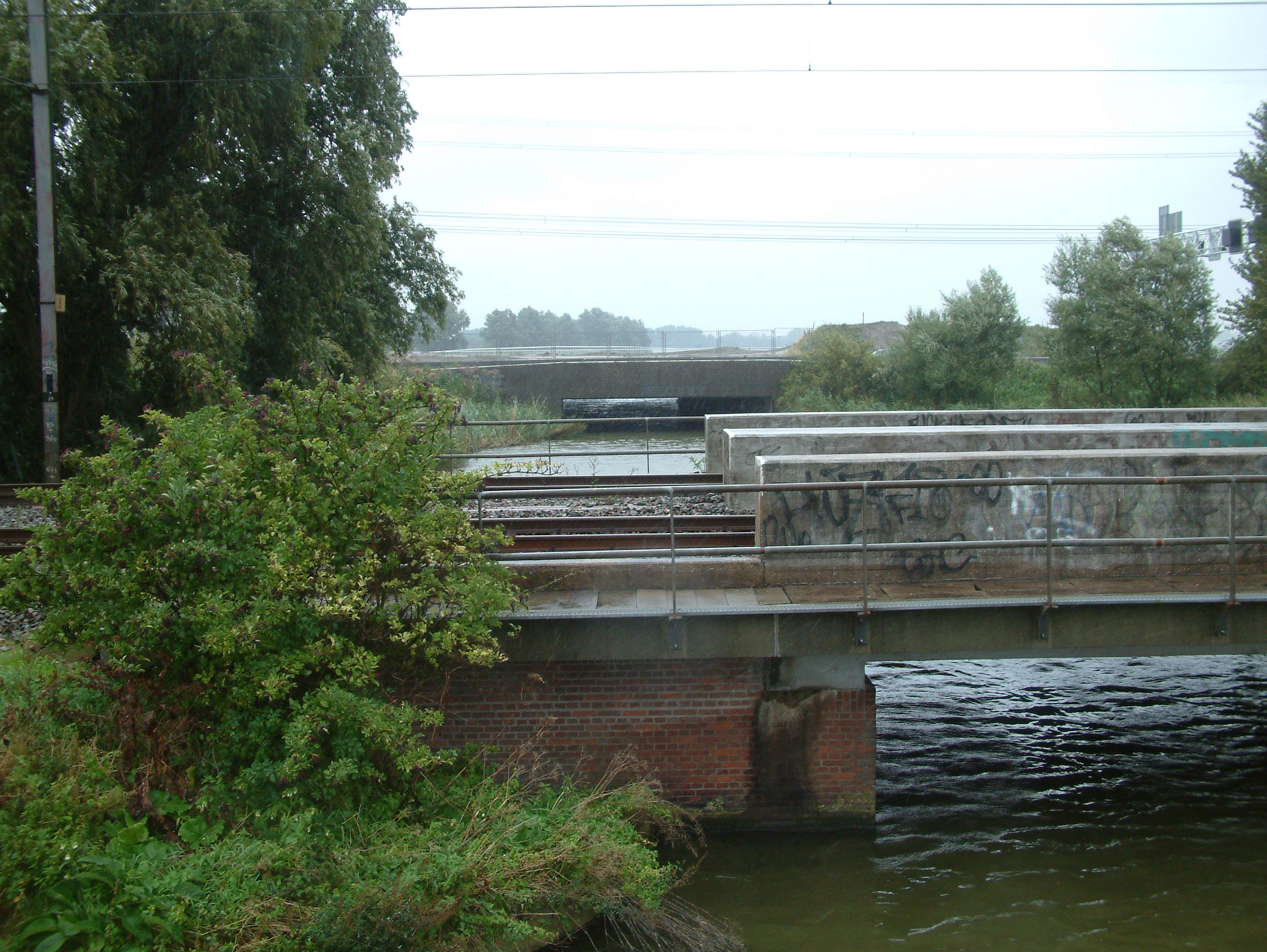
Brug in de A12

De brug in de rijksweg is een vaste brug. Het Hoogheemraadschap Schieland gaf in 1933 vergunning aan de Staat der Nederlanden (Waterstaat) voor het bouwen van een vaste brug over de Rotte even benoorden de spoorbaan Den Haag-Gouda onder de gemeenten Zevenhuizen en Bleiswijk in de aan te leggen Rijksweg 12. Op de foto is het de achterste brug. 

## Spoorbrug naast rijksweg A12

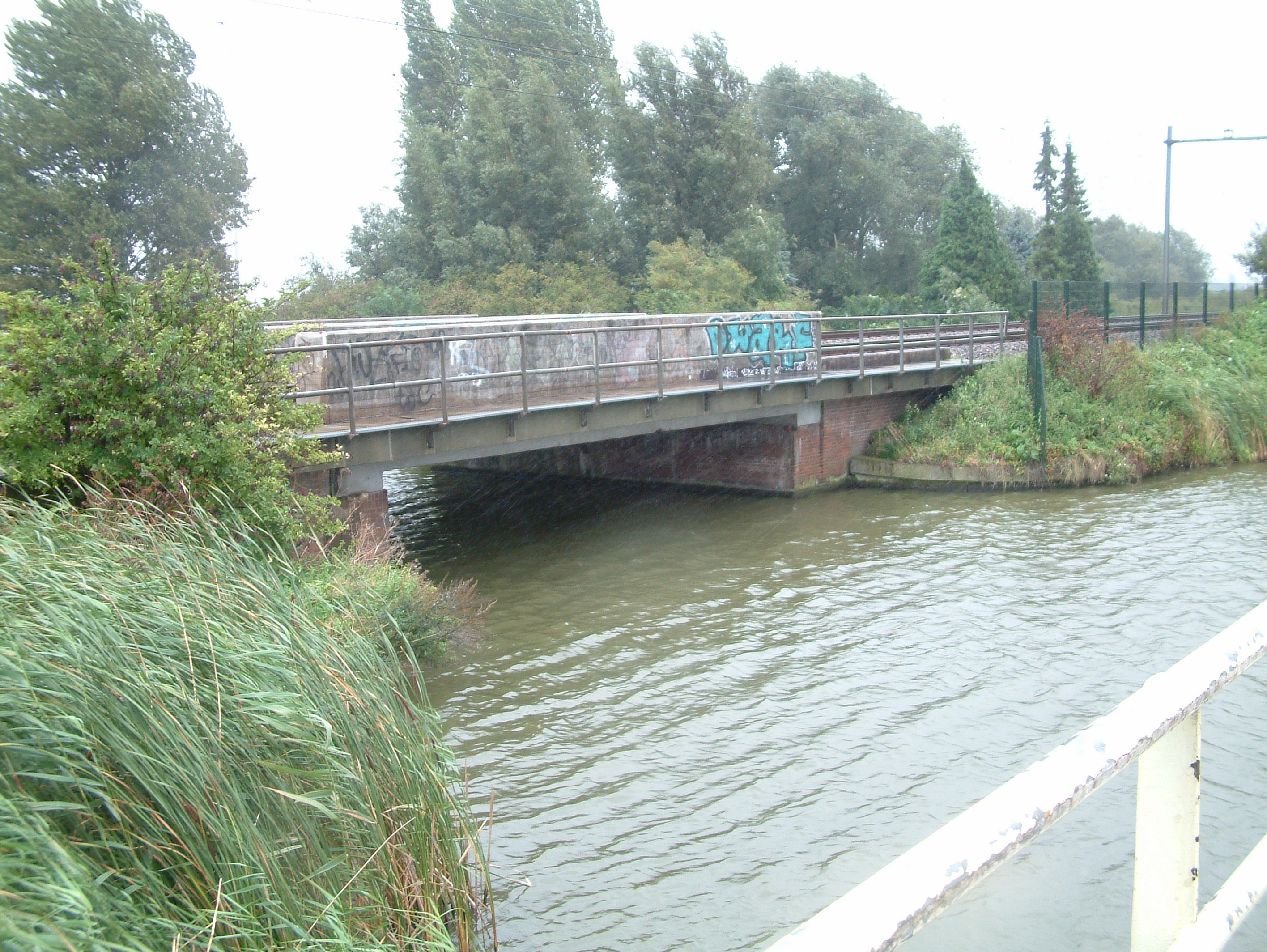
Spoorbrug

De spoorbrug is een vaste brug. De eerste vergunning tot aanleg is in 1868 verleend door het Hoogheemraadschap Schieland aan de Nederlandsche Rhijnspoorweg Maatschappij te Utrecht voor het maken van een vaste brug over de Rotte nabij de Holvoeterbrug in de spoorbaan Gouda-Den Haag. De brug is rond 1946 vernieuwd door de NV Nederlandse Spoorwegen te Utrecht. 

## Fietsbrug ten zuiden van de spoorbrug naast de A12

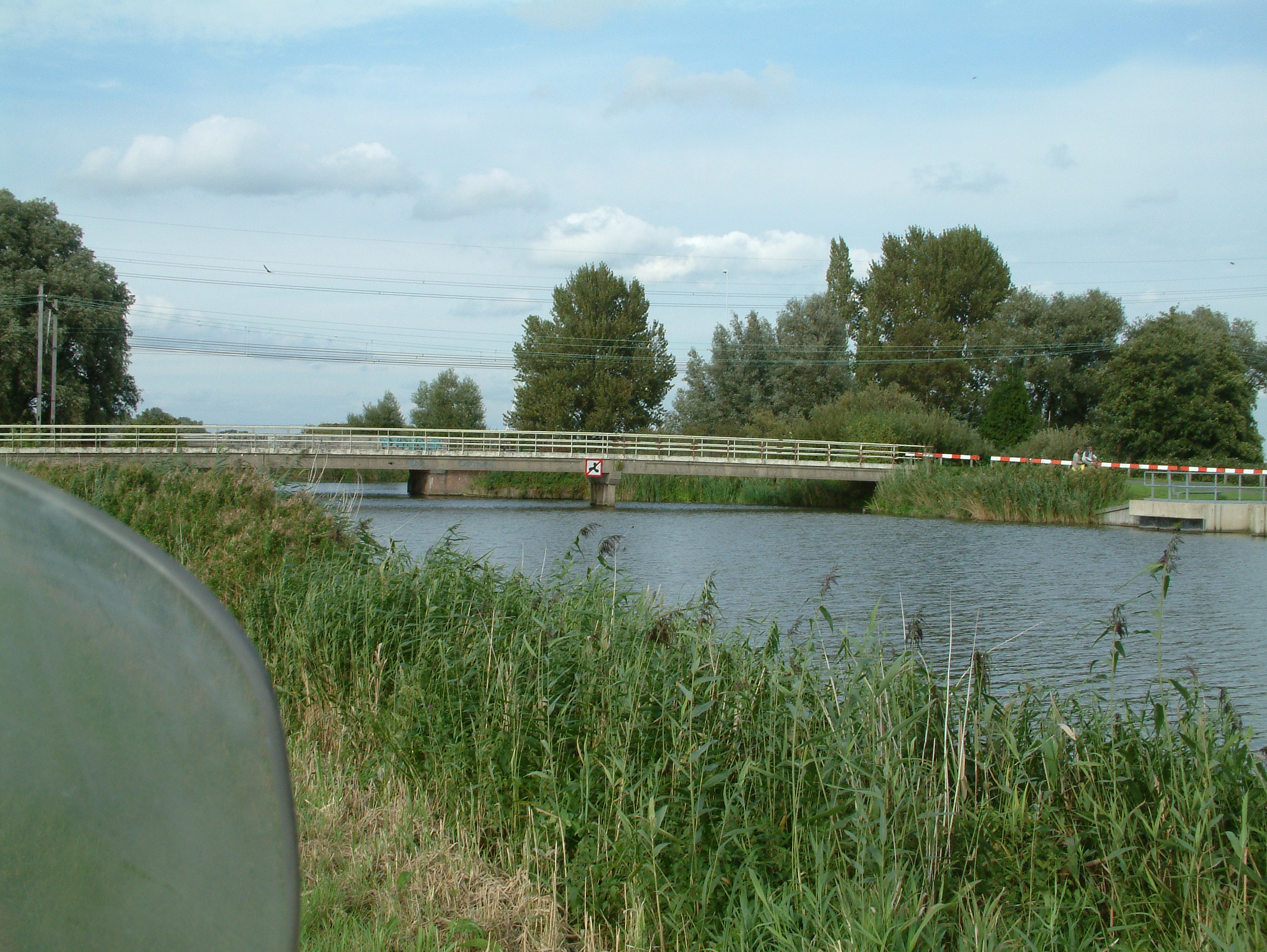
Fietsbrug

Ook dit is een vaste brug. Ten noorden ervan mag niet op de motor worden gevaren. 

## Pekhuisbrug

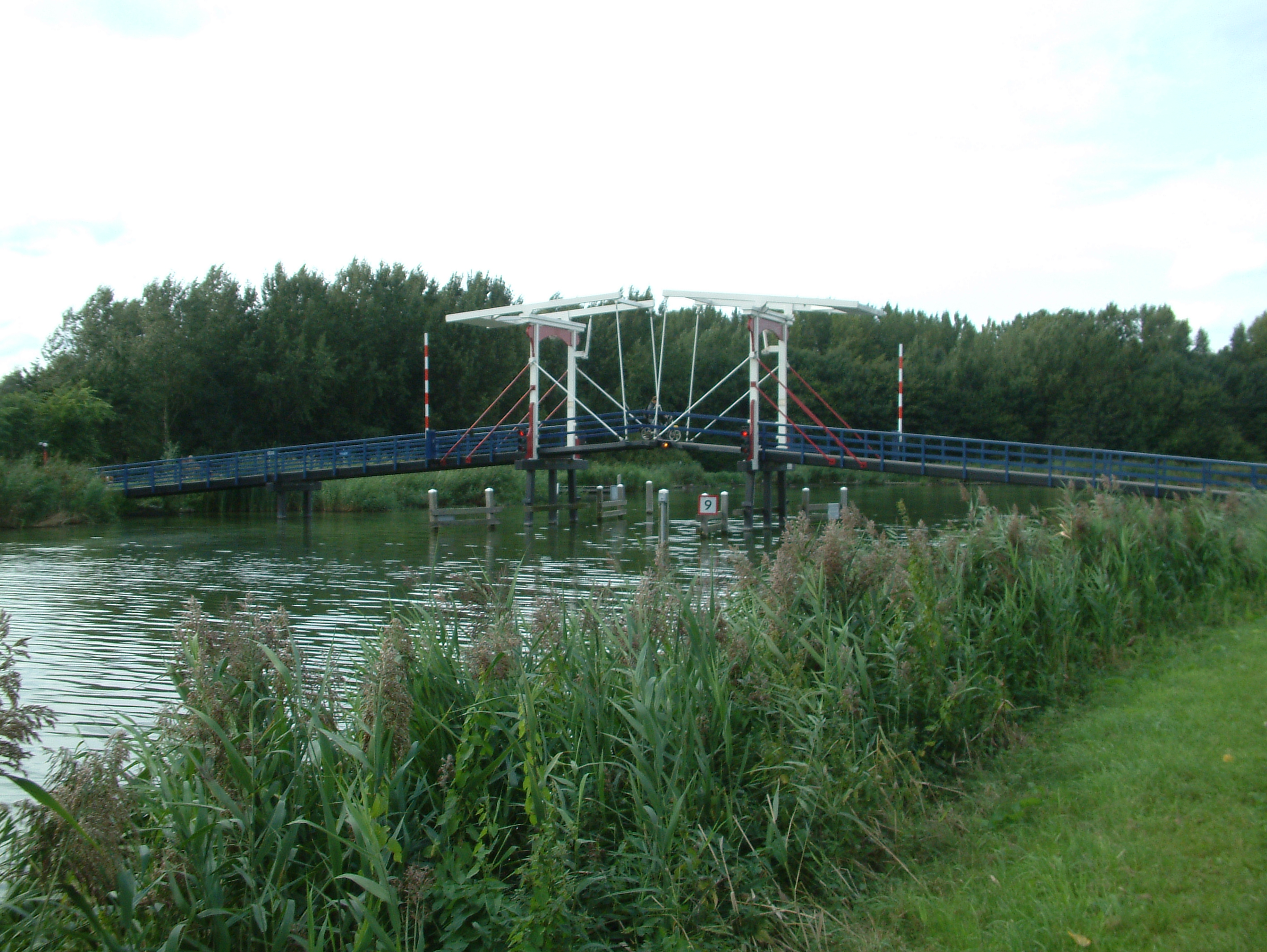
Pekhuisbrug

De Pekhuisbrug verbindt de gemeenten Lansingerland en Zuidplas. Hij is opgebouwd uit twee vaste bruggen met in het midden een dubbele ophaalbrug. Wijdte 7,60 m, de hoogte in gesloten stand is KP +3,09 m De bediening gaat automatisch via detectieapparatuur van scheepvaart. Als er een schip voor de brug komt, worden voor het landverkeer de stoplichten op rood gezet, de afsluitbomen gesloten, de bruggen geopend en na het passeren wordt de brug weer voor het landverkeer opengesteld. De aanbruggen zijn elk uit 2 delen opgebouwd. Lengte per aanbrug circa 24 m, breedte circa 3 m. 

## Rottebanbrug

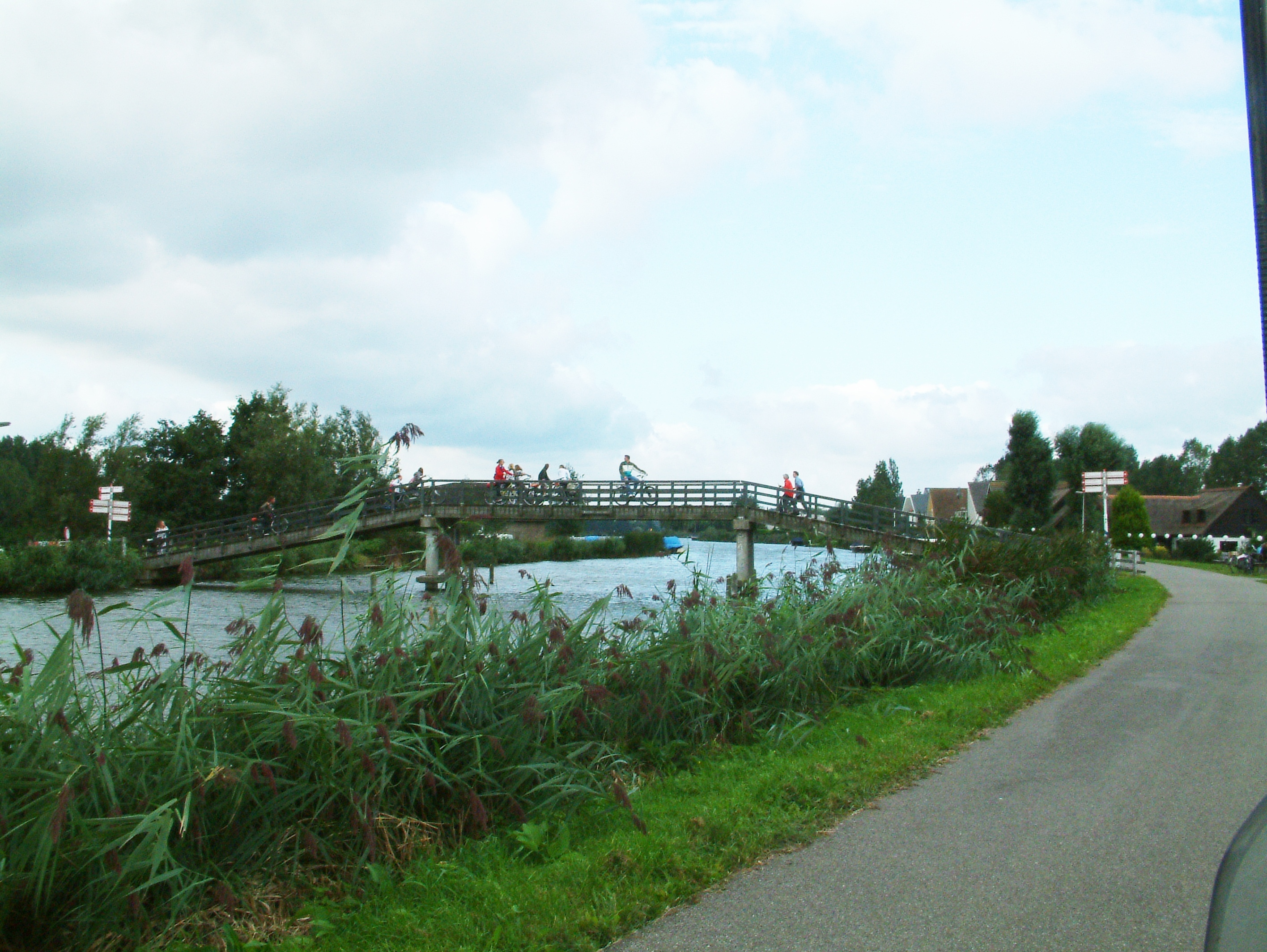
Rottebanbrug

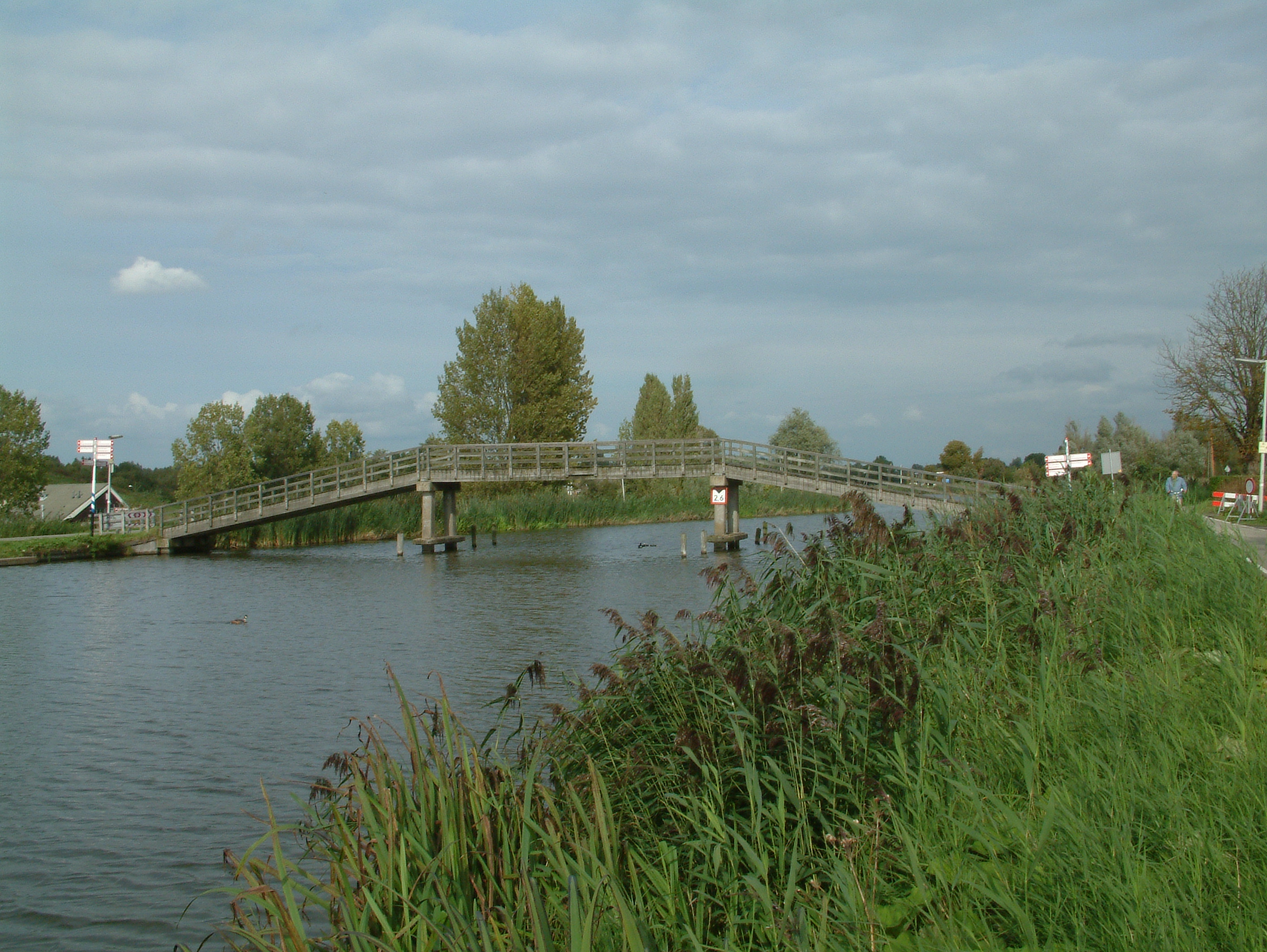
Rottebanbrug

De Rottebanbrug is een vaste houten brug in het recreatiegebied rond de Rottemeren, die het Hoge Bergsebos, het Nessebos en het Ommoordseveld met elkaar verbindt. De wijdte is 5,89 m en de vrije doorvaarthoogte KP +2,60 m. De brug was in discussie omdat er plannen waren er een buslijn overheen te laten rijden. Sinds 2013 ligt er een nieuwe brug. 

## Varenbrug
Dit is de Varenbrug, in 1994 aangebracht over de Rotte. Aansluitend op het Varenpad en de Varenbuurt in Ommoord.

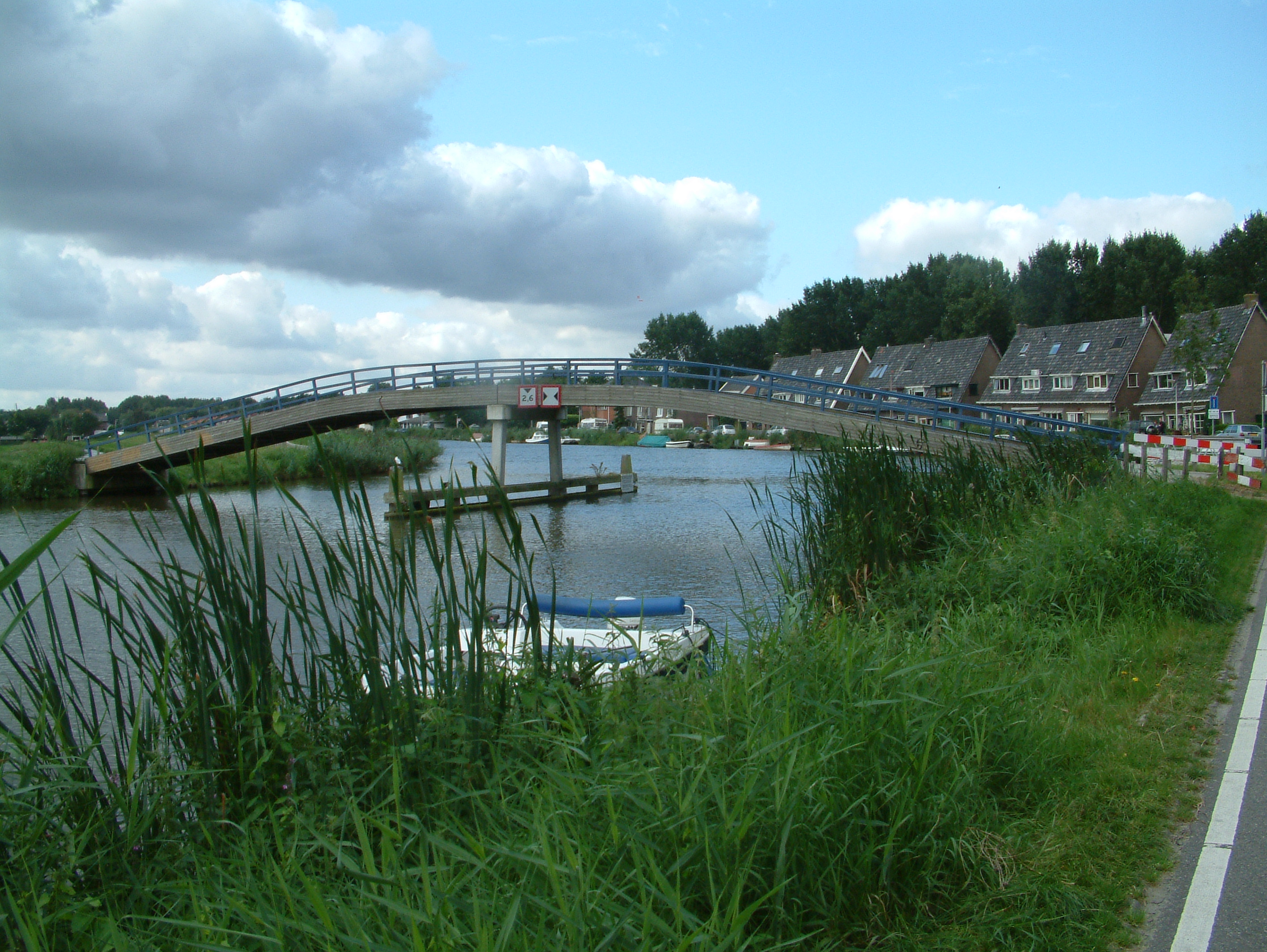
Varenbrug

Deze brug is een vaste houten brug, wijdte 15,60 m, met een vrije doorvaarthoogte KP +2,60 m 
Graag de naam Varenbrug aanhouden.

## Prinses Irenebrug

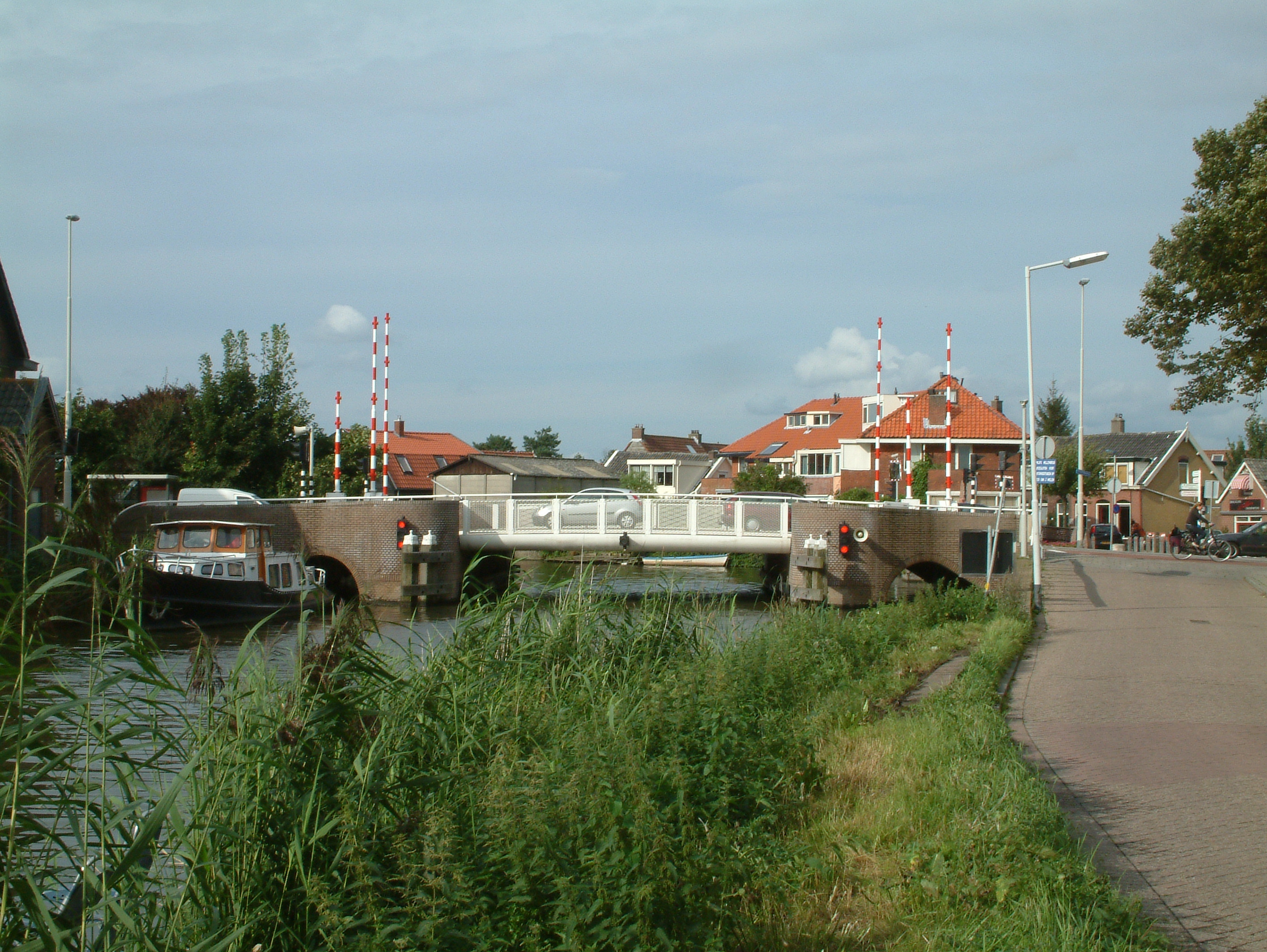
Prinses Irenebrug

De Prinses Irenebrug is een tafelbrug in Terbregge. De hoogte is in gesloten stand KP +1,30 m, in geheven stand KP +2,90 m en de wijdte is 5,70 m. De brug was tot halverwege de 17e eeuw een vaste brug, werd vervolgens steeds weer vernieuwd als ophaalbrug, maar sinds begin deze eeuw is het een tafelbrug. 

## Philips Willembrug

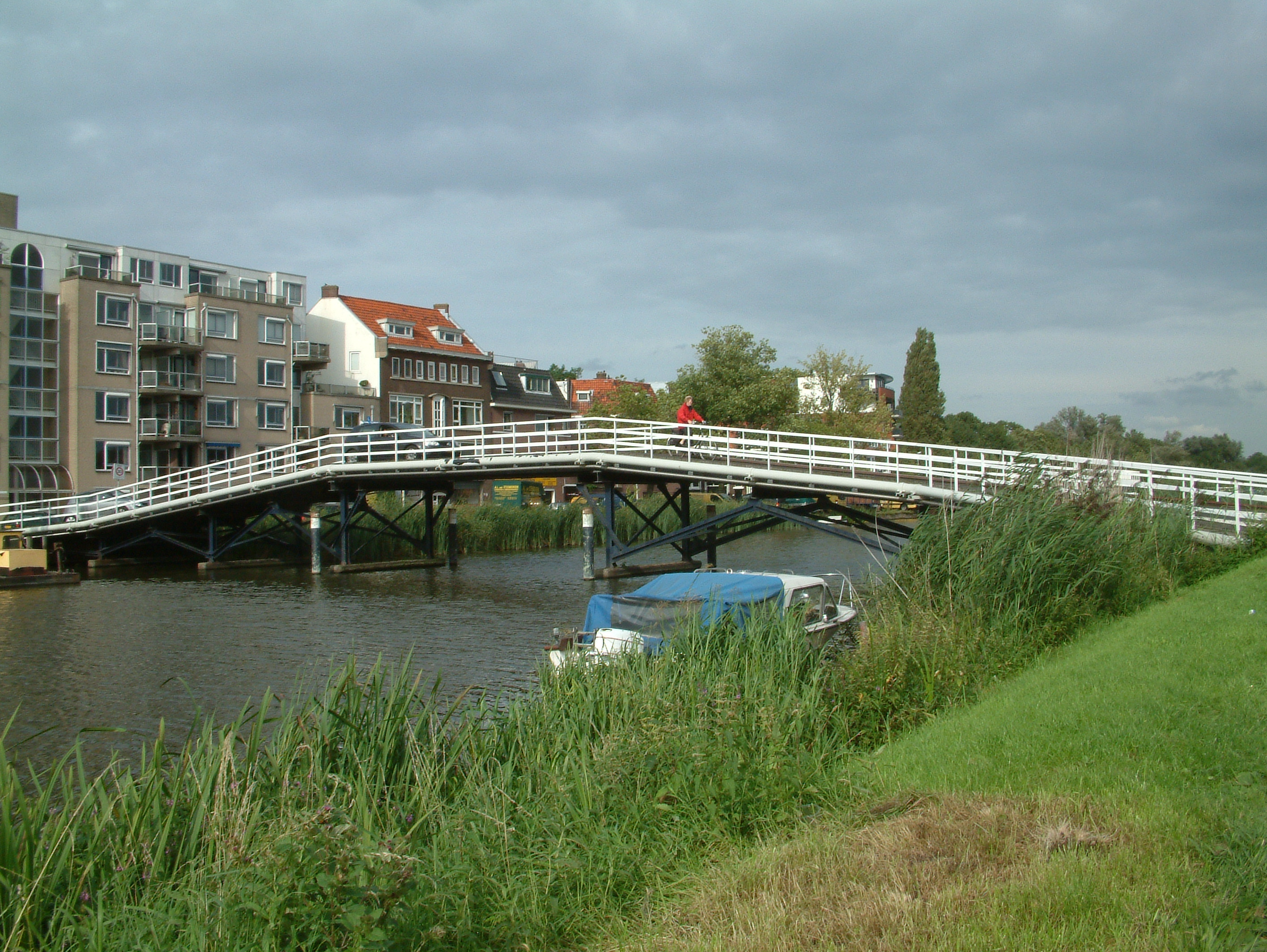
Philips Willembrug

De Philips Willembrug is een vaste brug, wijdte 9,44 m, met een vrije doorvaarthoogte van KP +2,82 m.

Anno 2009 werd de brug met een hoogtebeperking beperkt voor vrachtverkeer. Uit onderzoek in 2008 was gebleken dat de constructie van de brug sneller was weggeroest dan verwacht. Gemeentewerken Rotterdam besloot daarom in januari 2009 de brug af te sluiten voor het autoverkeer. Alleen langzaam verkeer en motorrijders mogen nog over de brug rijden. De onderdelen van de brug zijn in 2017 vervangen.

## Spoorbrug in de Ceintuurbaan

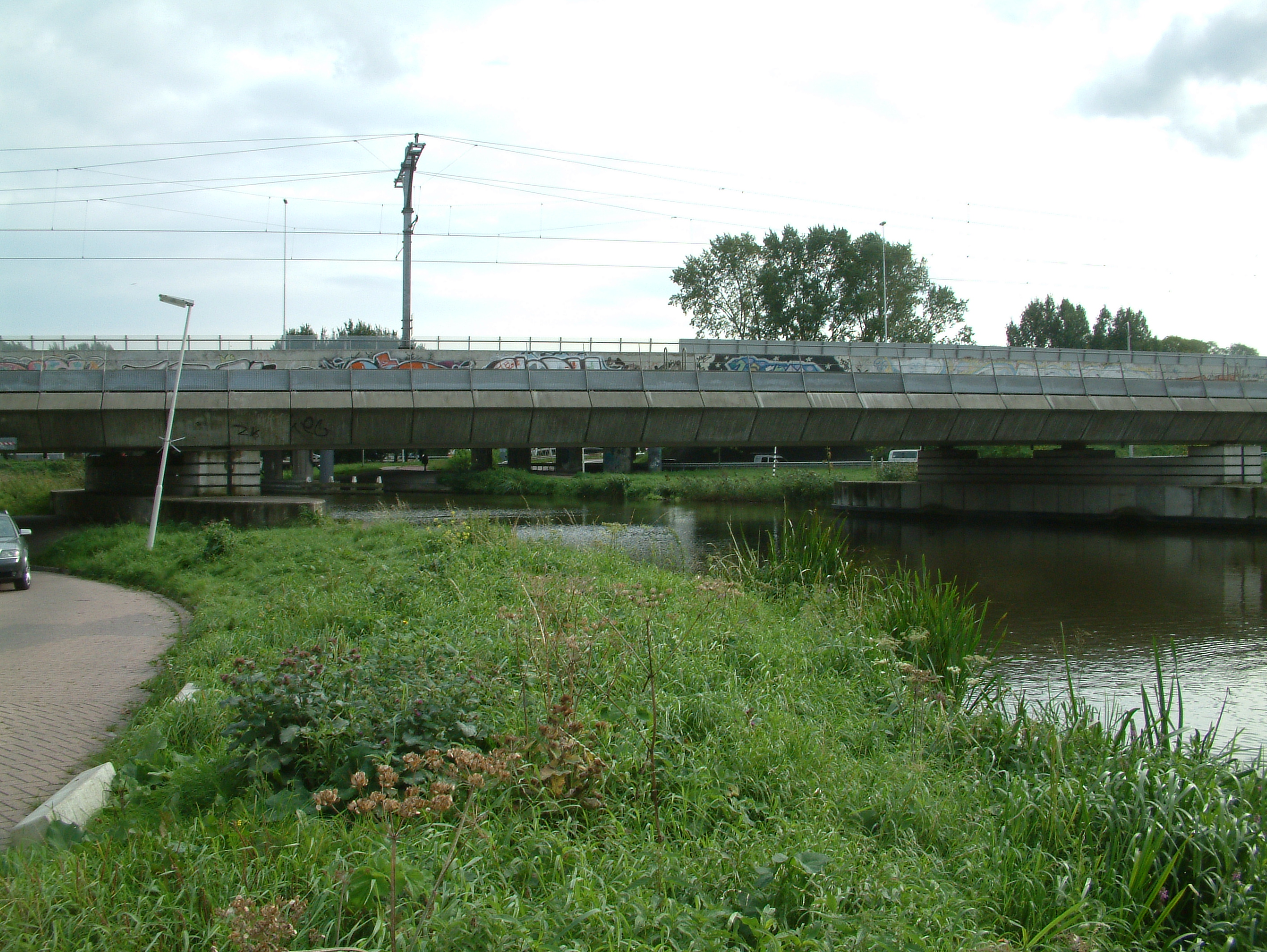
Spoorbrug

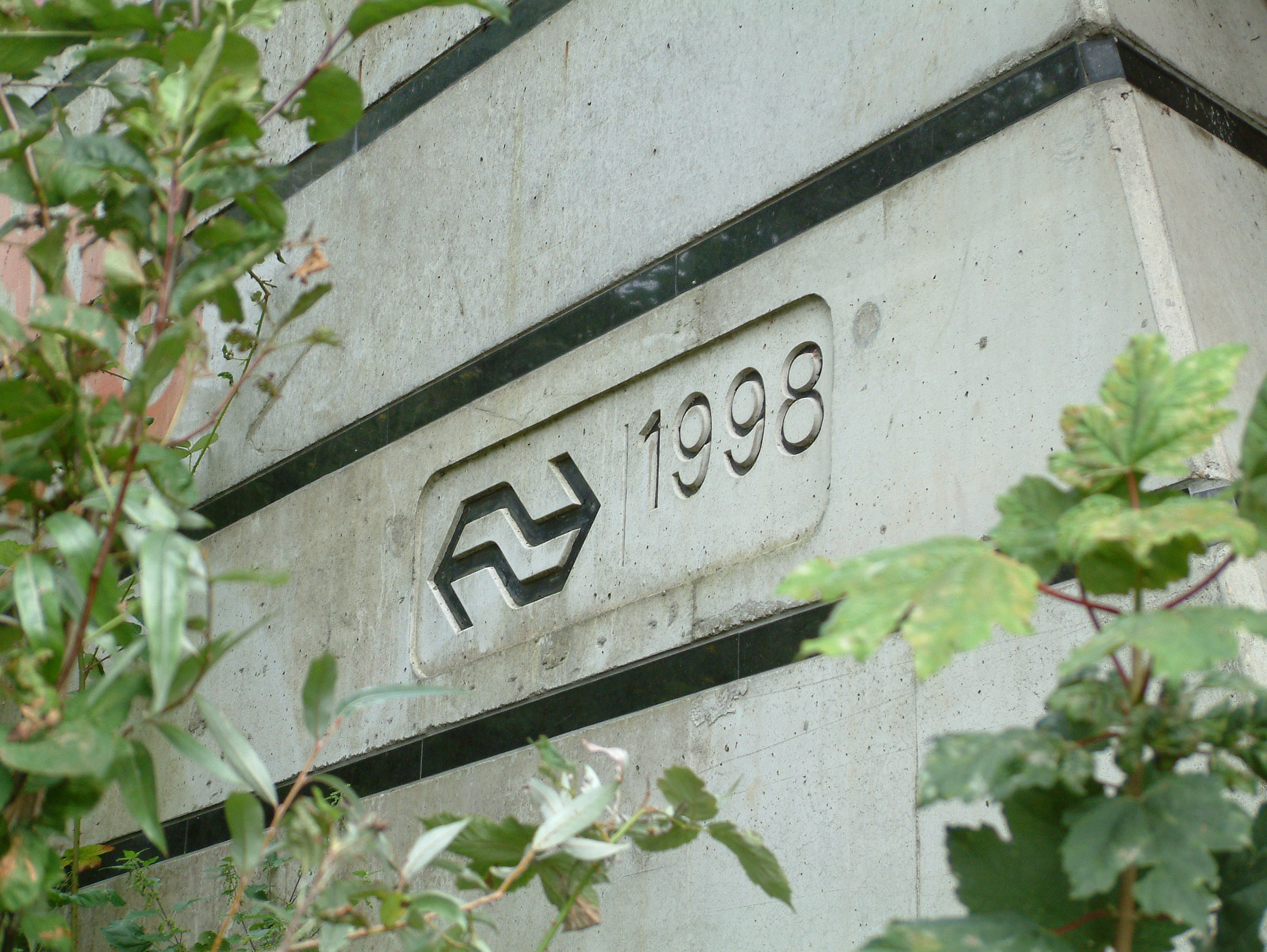
Detail met NS-logo

De spoorbrug is een vaste brug, wijdte 22,90 m, met een vrije doorvaarthoogte van KP + 2,90 m 

## Brug in de rijksweg A20

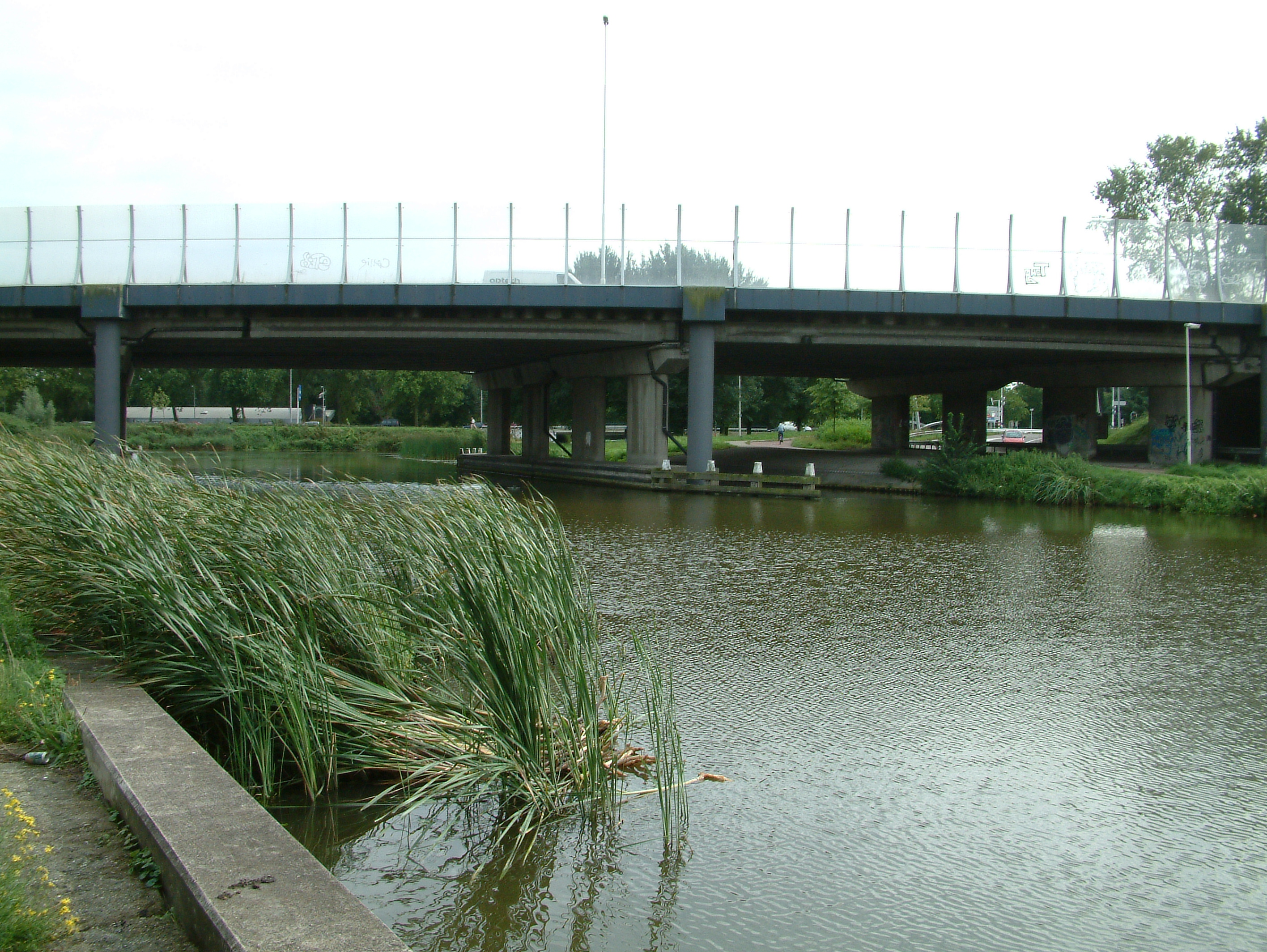
Brug in de A20

De brug in de rijksweg is een vaste brug, wijdte 20,80 m, met een vrije doorvaarthoogte van KP +6,70 m. 

## Rottebrug

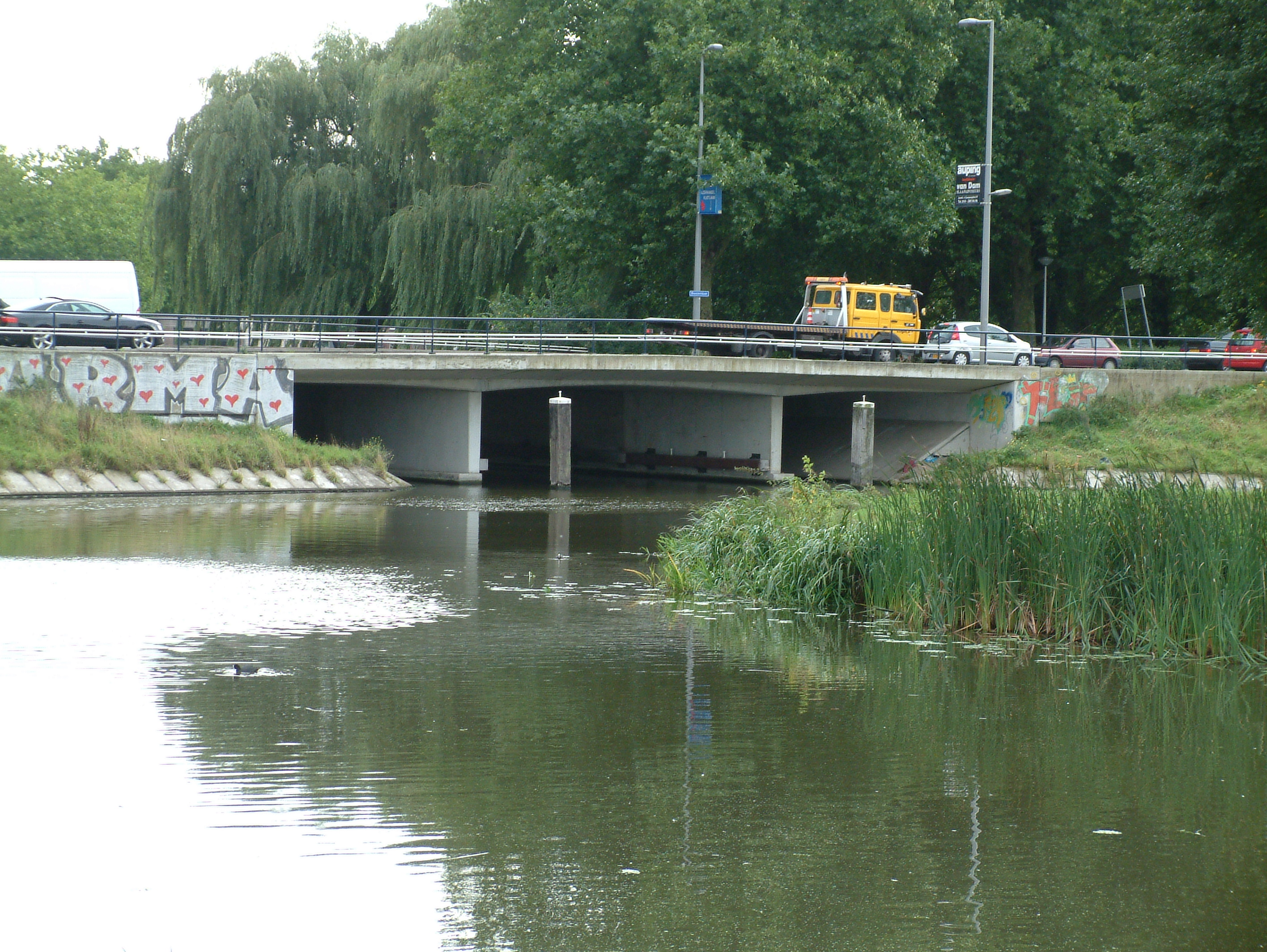
Rottebrug

De Rottebrug is een vaste brug in de Gordelweg. 

## Zwaanshalsbrug

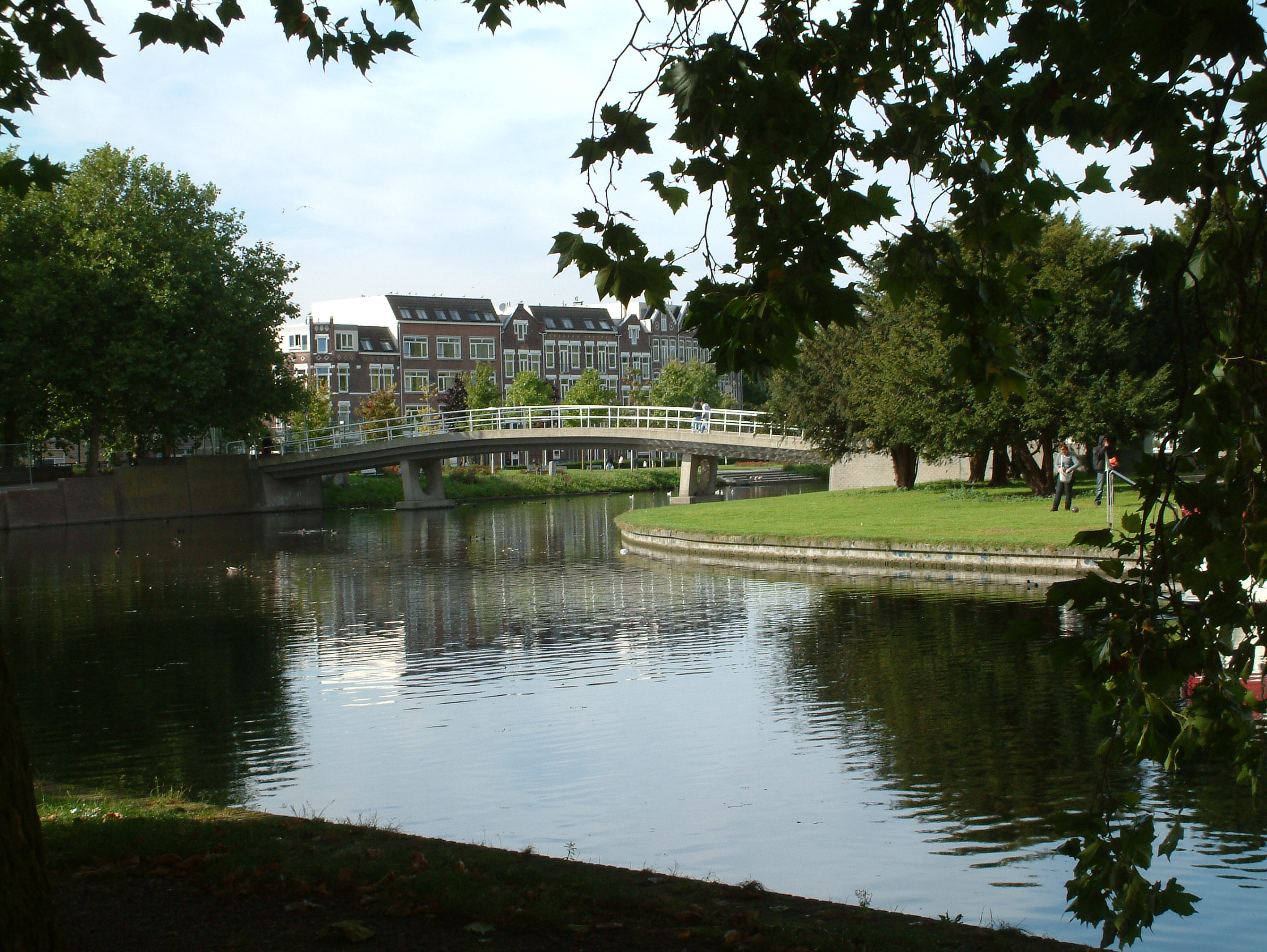
Zwaanshalsbrug

De Zwaanshalsbrug is een vaste brug bij het Zwaanshals.

## Zaagmolenbrug

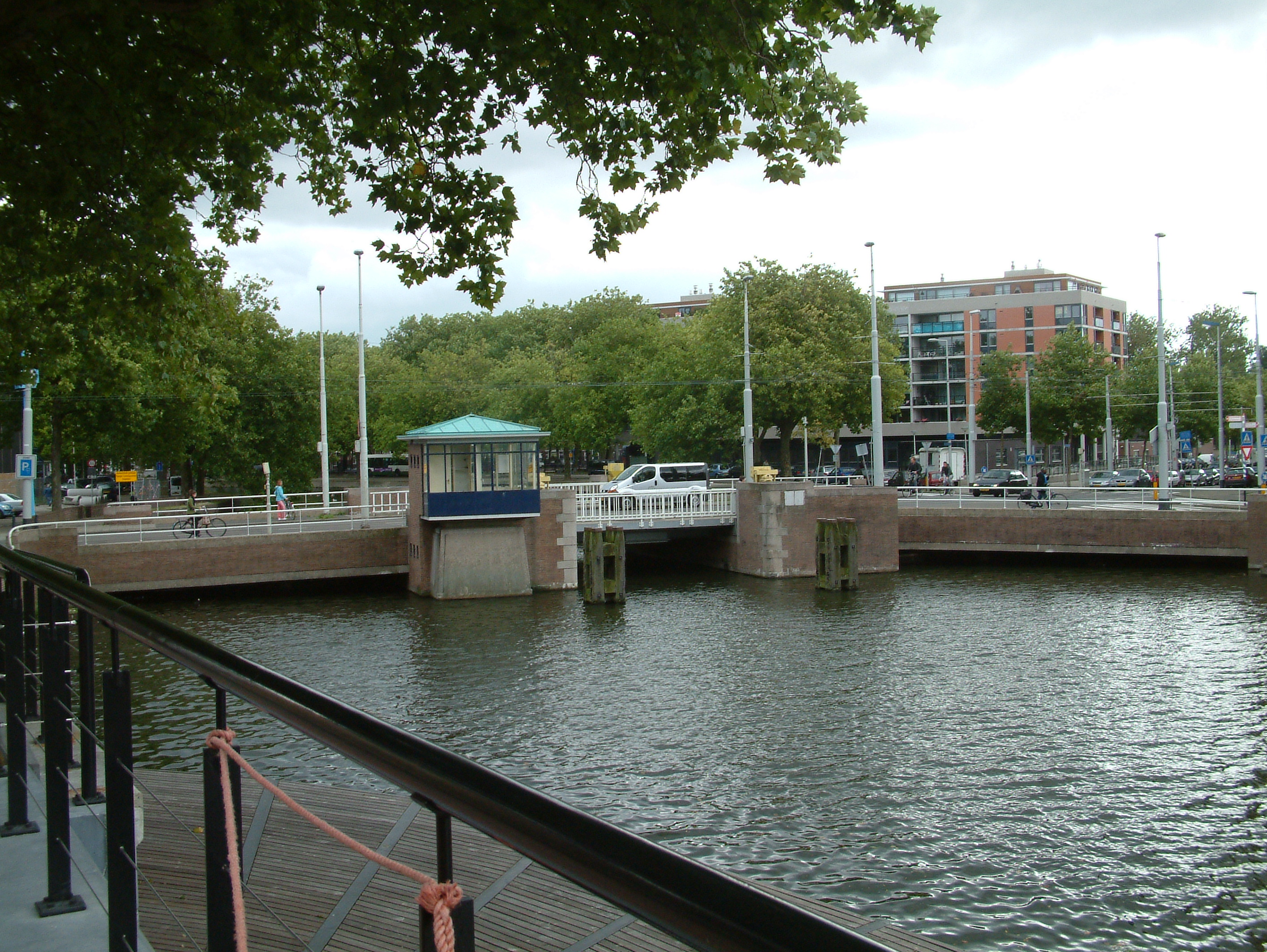
Zaagmolenbrug noordzijde

De Zaagmolenbrug is een vaste brug. Het Hoogheemraadschap Schieland gaf in 1953 vergunning voor het maken van een hefbrug over de Rotte tegenover de Crooswijksestraat. De brug verving een brug uit 1911. 

## Noorderbrug

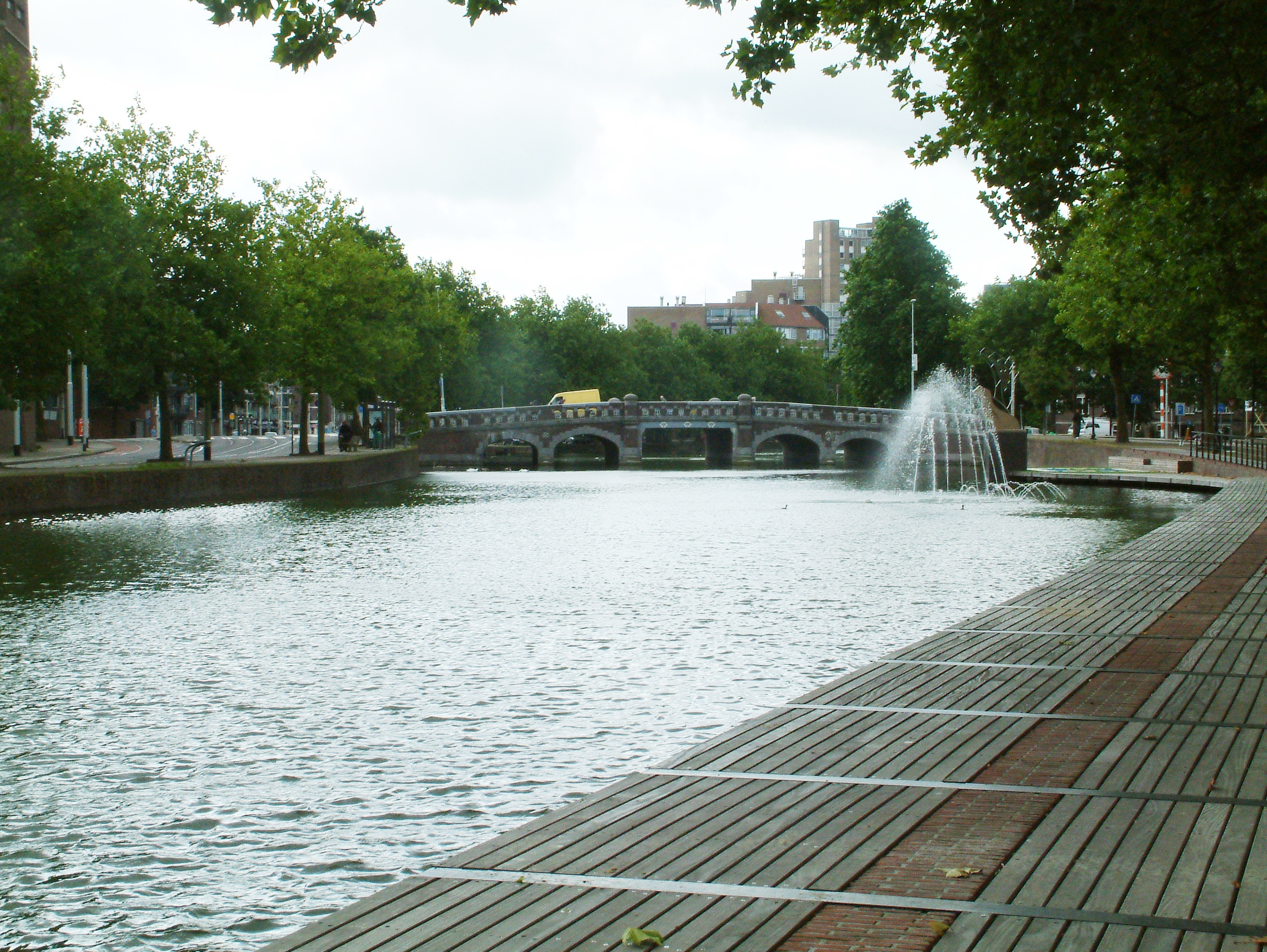
Noorderbrug noordzijde

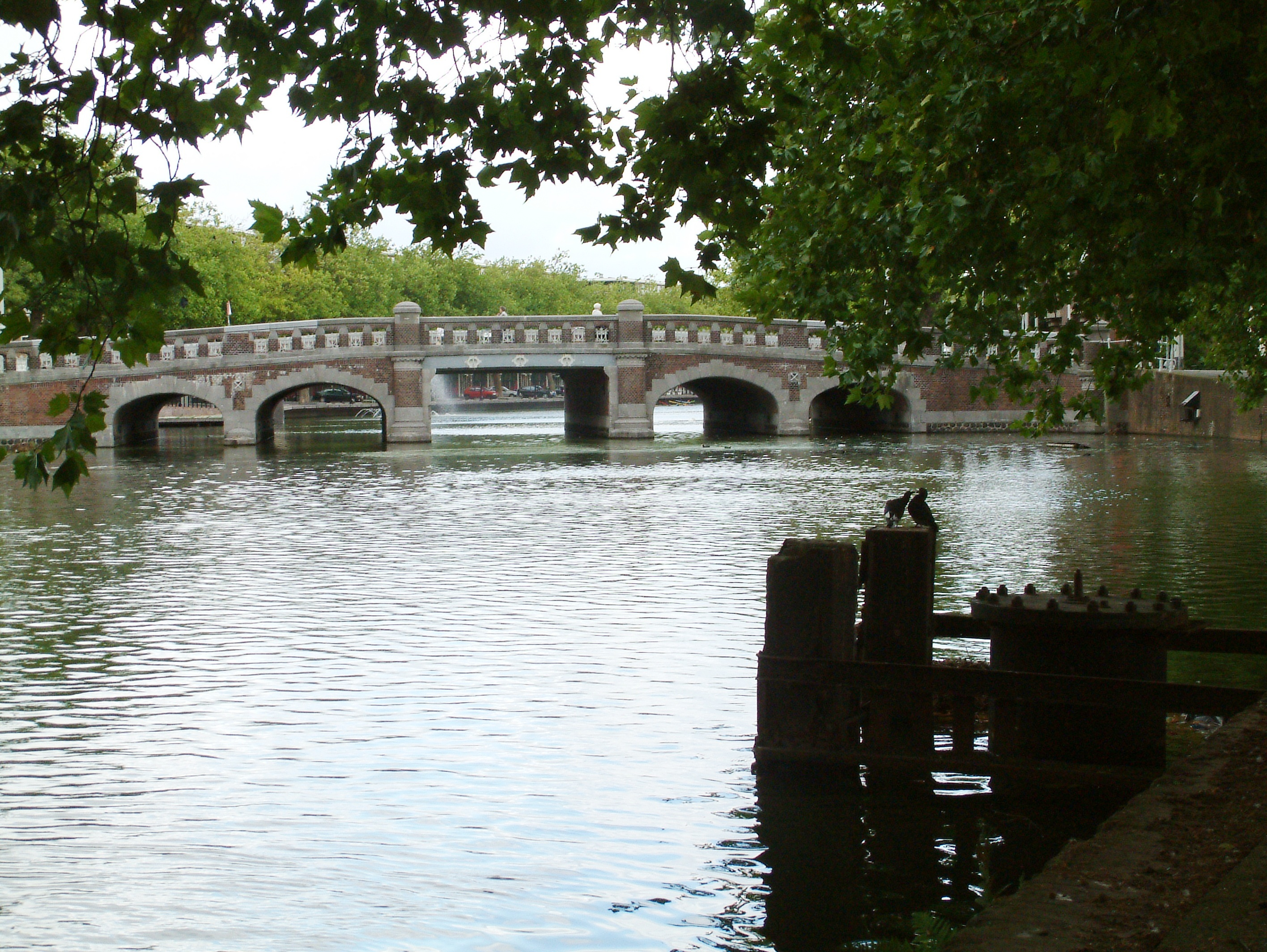
Noorderbrug zuidzijde

De Noorderbrug is een vaste brug en ligt naast het Noordplein. Het hoogheemraadschap liet de ophaalbrug over de Rotte aan het einde van de Jonker Fransstraat te Rotterdam vervangen door een door een vaste brug 1909-1910. 

## Admiraal de Ruyterbrug

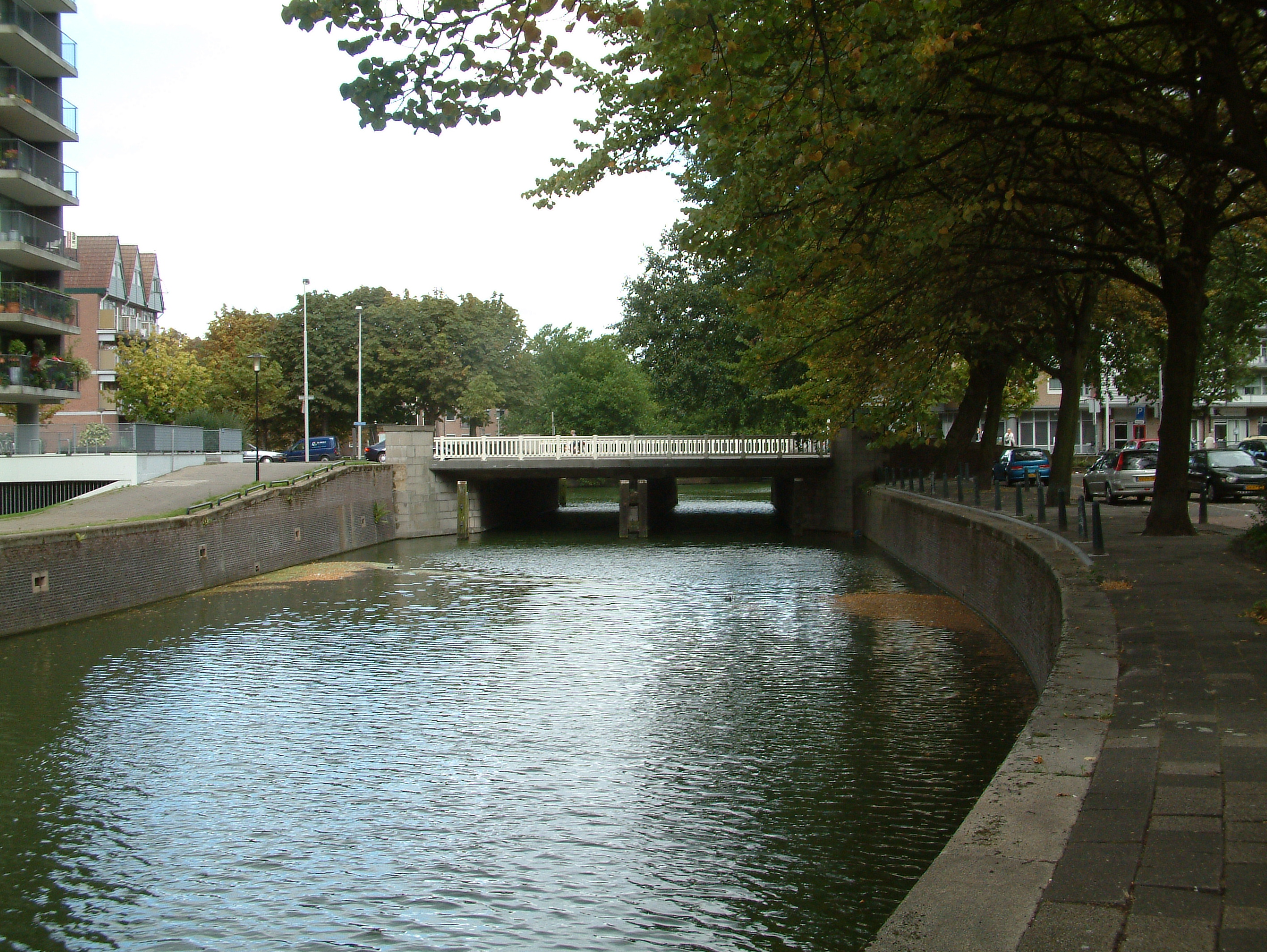
Admiraal de Ruyterbrug westzijde

De Admiraal de Ruyterbrug is een vaste brug in de Admiraal de Ruyterweg. 

## Karnemelksbrug

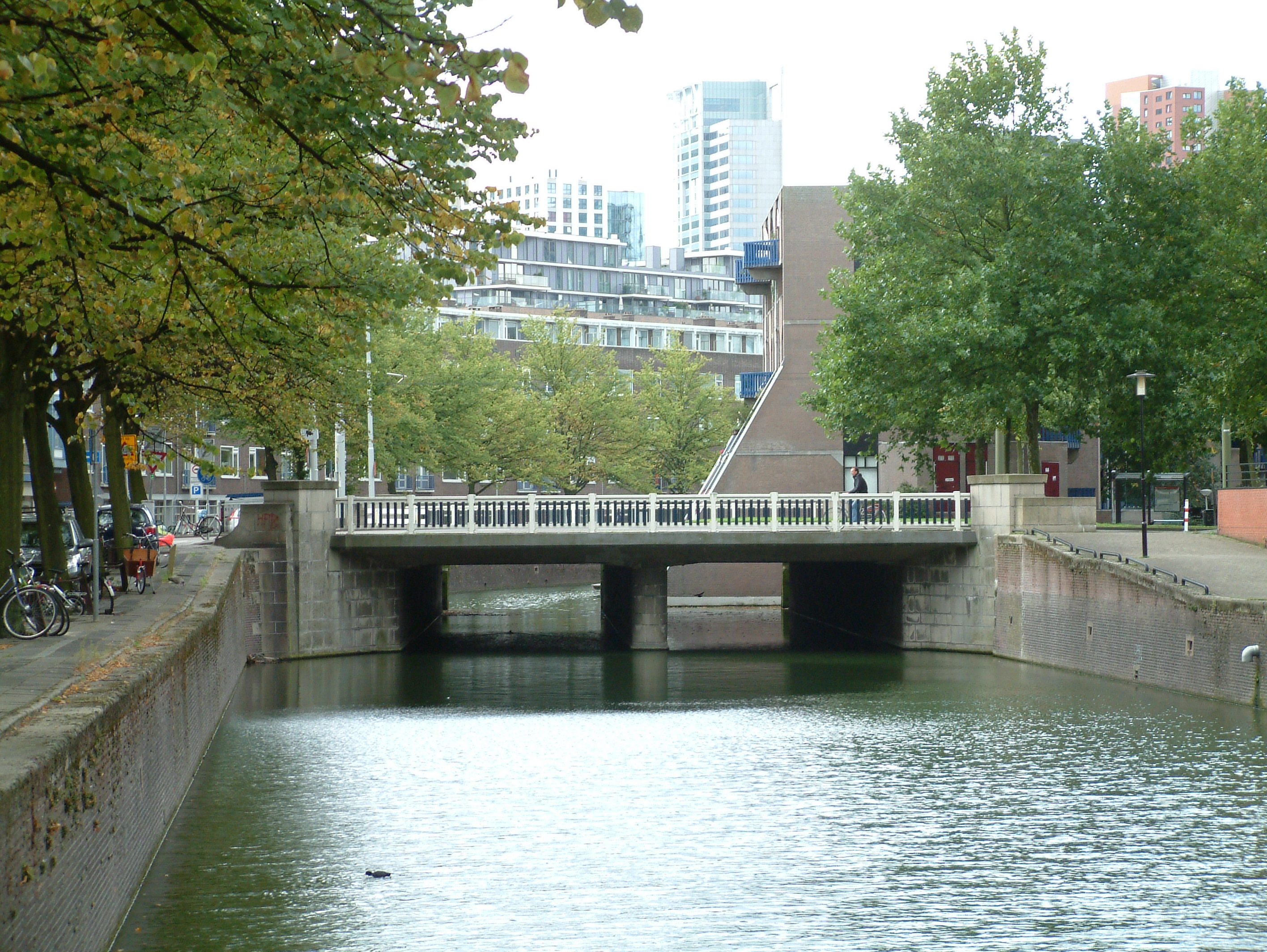
Karnemelksbrug oostzijde

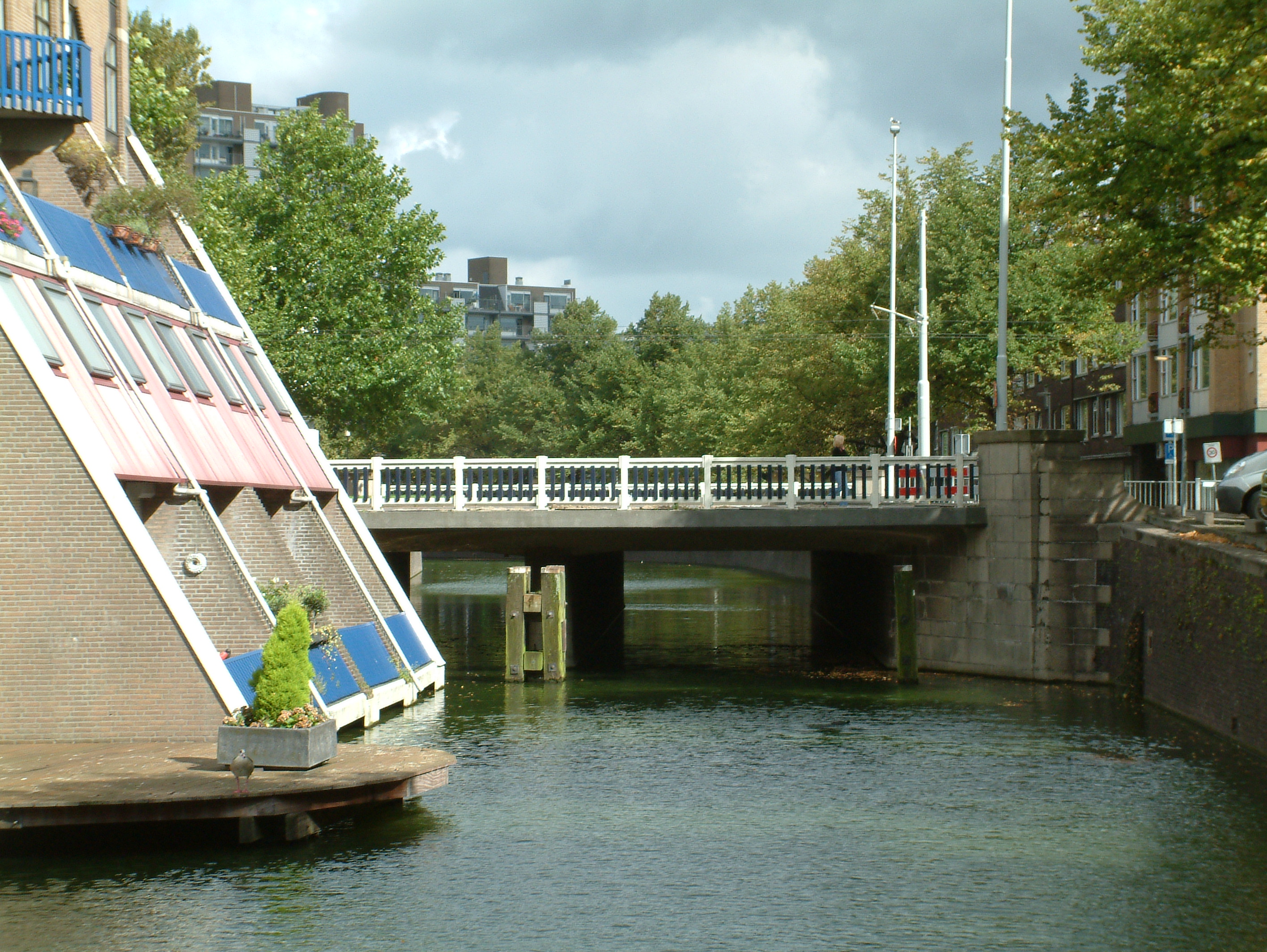
Karnemelksbrug westzijde

De Karnemelksbrug is een vaste brug in de Goudsesingel. In 1914 gaf het Hoogheemraadschap vergunning voor de bouw van een brug over de Rotte tegenover de gedempte Karnemelkshaven. 
De volgende bruggen, met uitzondering van de Meentbrug, liggen niet meer op de plaats waar de bruggen met deze oorspronkelijke naam lagen. Het bombardement op Rotterdam op 14 mei 1940 verwoestte de binnenstad en de vaarweg werd deels gedempt en vergraven. De meeste oude bruggen gesloopt en veel later werden er nieuwe gebouwd op de plaats waar ze nu liggen.

## Sint-Jacobsbrug

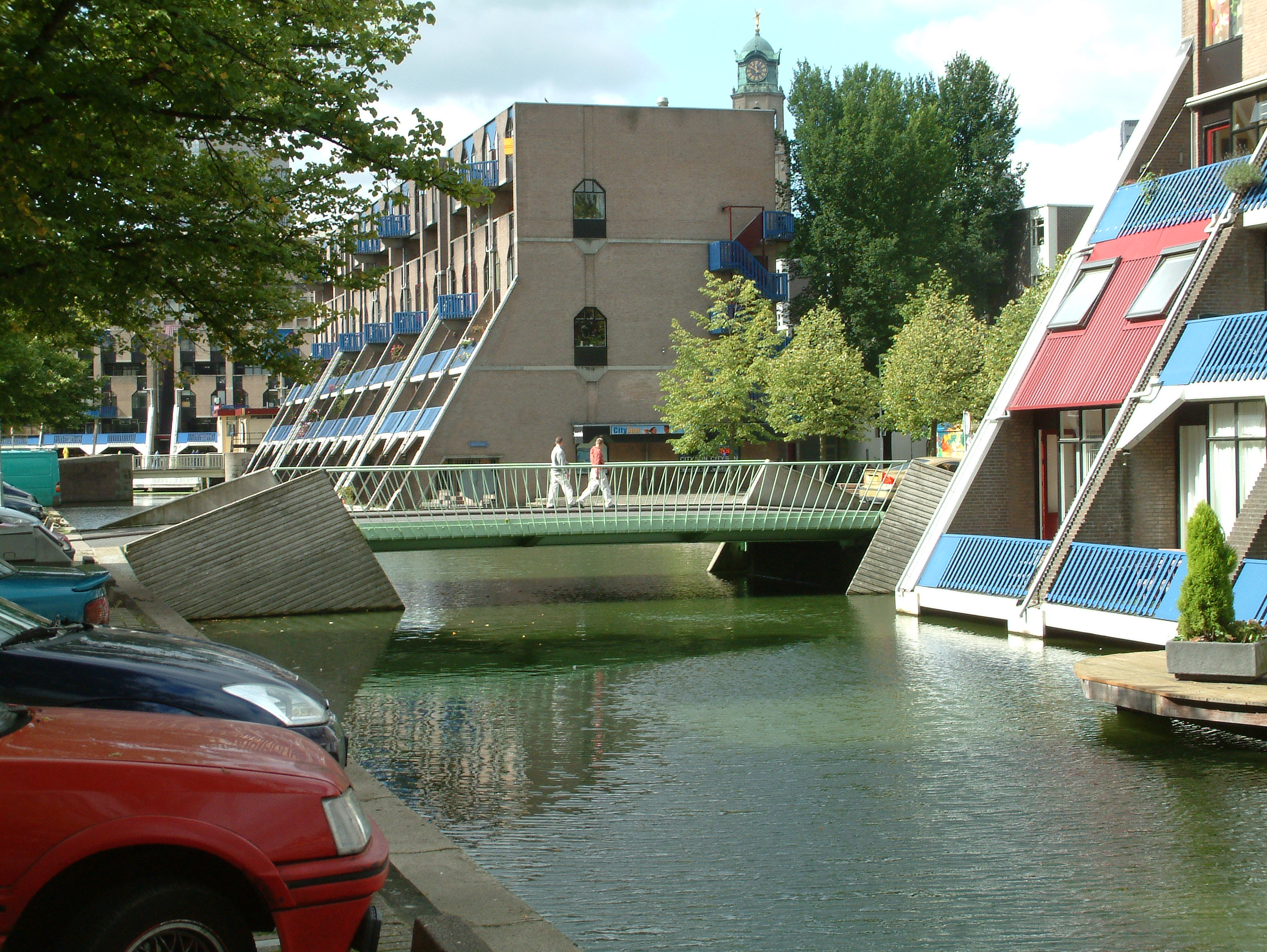
Sint-Jacobsbrug oostzijde

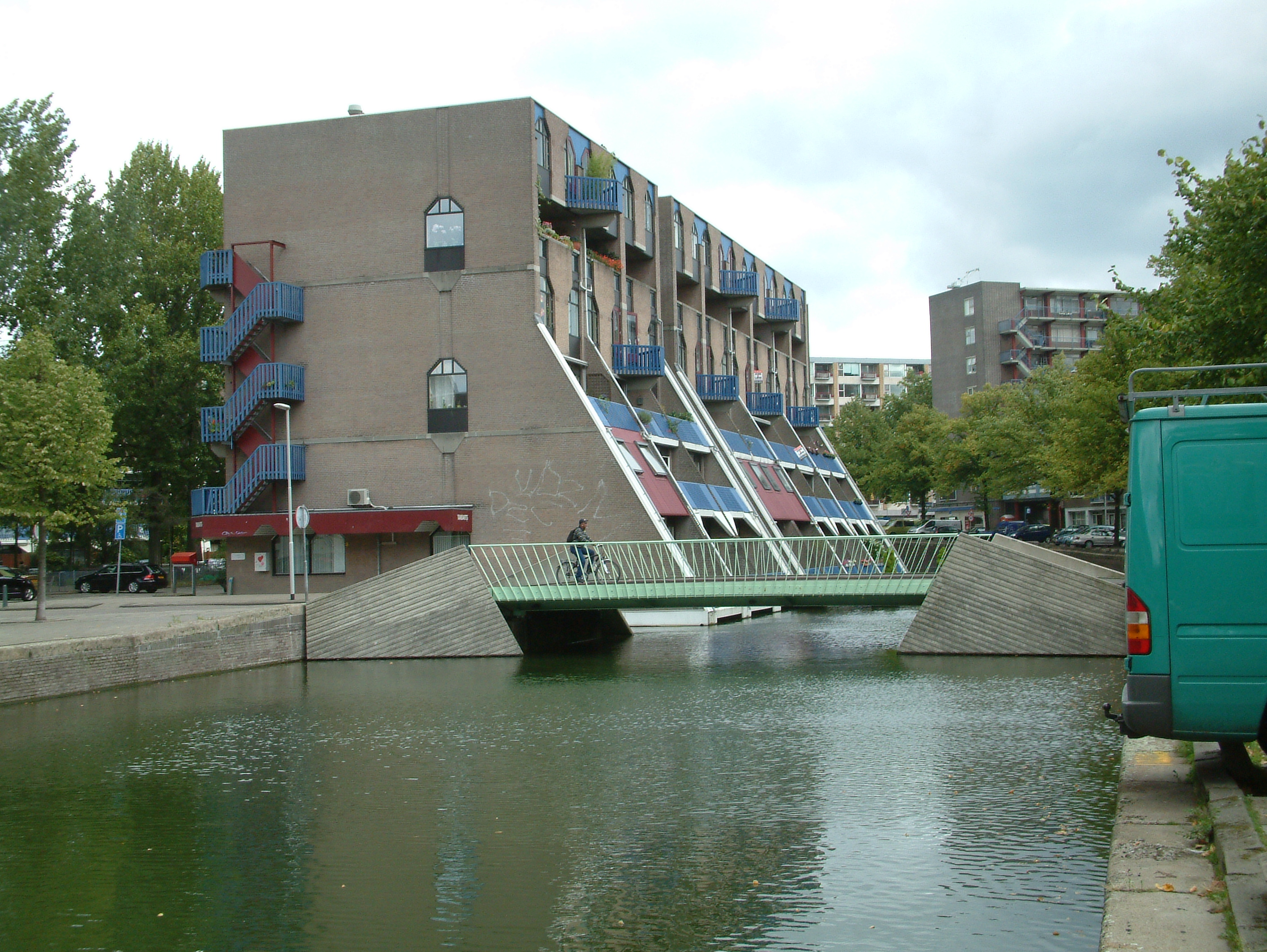
Sint-Jacobsbrug westzijde

De Sint-Jacobsbrug is een vaste brug 
Ten zuidwesten van de Sint-Jacobsbrug is in 2009 een ponton op/in het Stokviswater gebouwd om, gedurende de bouw van de Markthal, meer ruimte te bieden aan de centrummarkt. Na voltooiing van de Markthal is het ponton verwijderd.

## Stokvisbrug

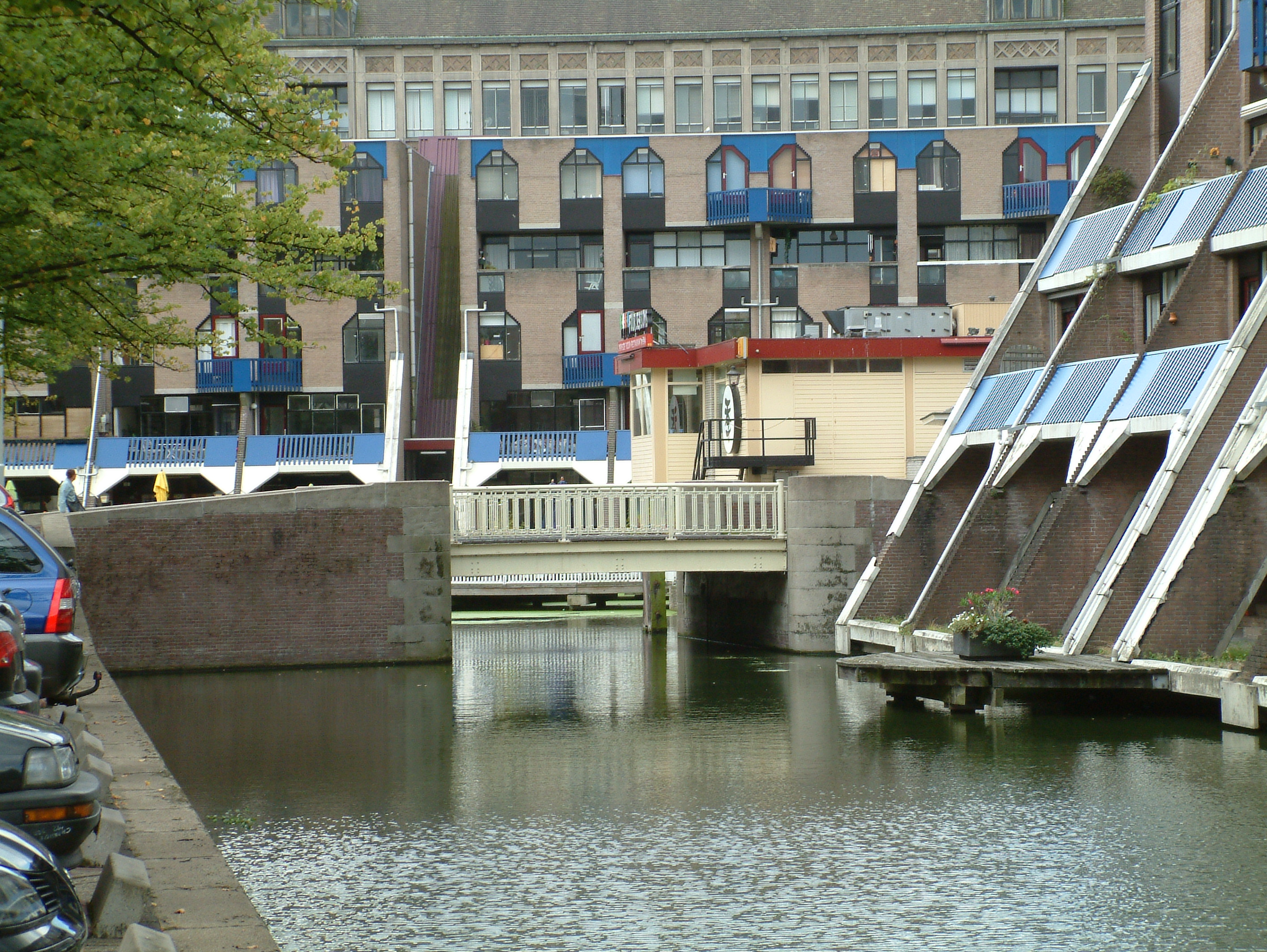
Stokvisbrug oostzijde

De Stokvisbrug is een vaste brug. Op deze plaats lag vroeger het Stokvisverlaat met basculebrug. 

## Meentbrug

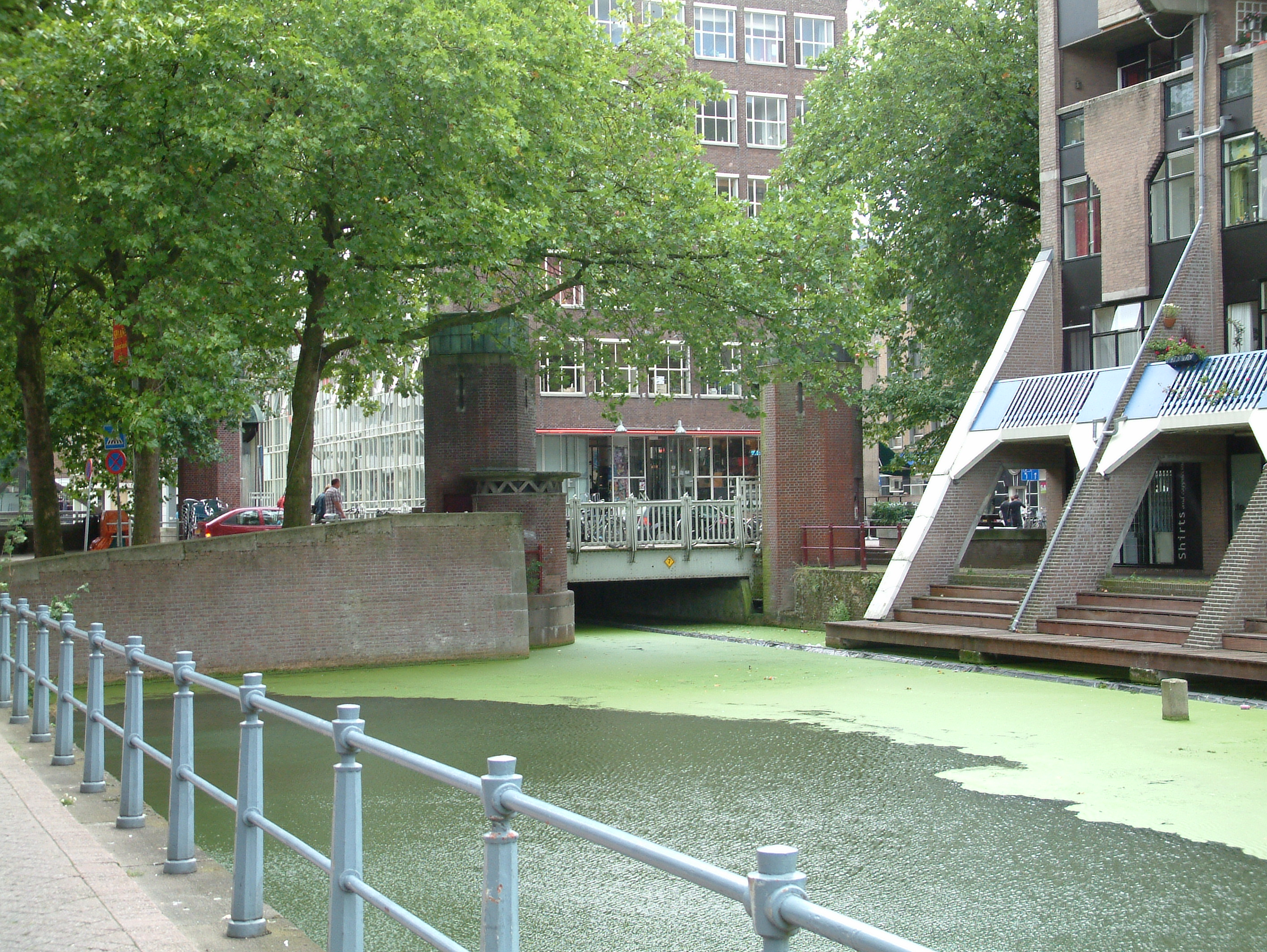
Meentbrug noordzijde

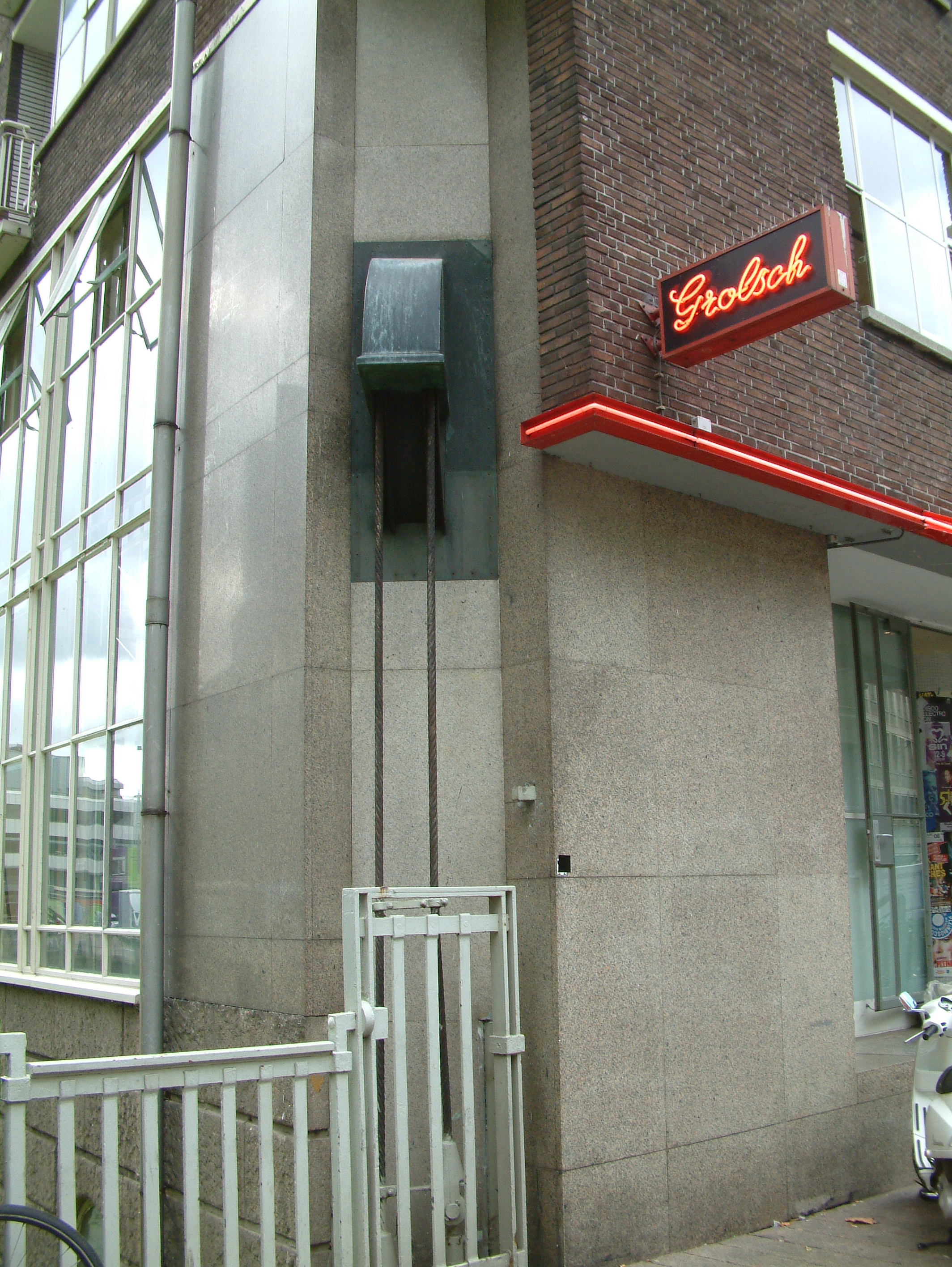
Meentbrug zuidwest torentje

De Meentbrug is een hefbrug in de Meent en is nog van voor de oorlog. De brug kan niet meer worden bediend, omdat niet alle kabels meer zijn gemonteerd aan de brug. Het was ooit een hefbrug met vier torentjes. De brug was voorzien van uitschuifbare trapjes, zodat voetgangers gewoon door konden lopen als de brug openstond. Een van de torentjes stond in de weg van het nieuwe gebouw dat ernaast werd gezet, maar werd gewoon geïntegreerd in het gebouw. De katrol hangt in de buitenmuur van het café-restaurant, het contragewicht hangt binnen. 

## Krattenbrug

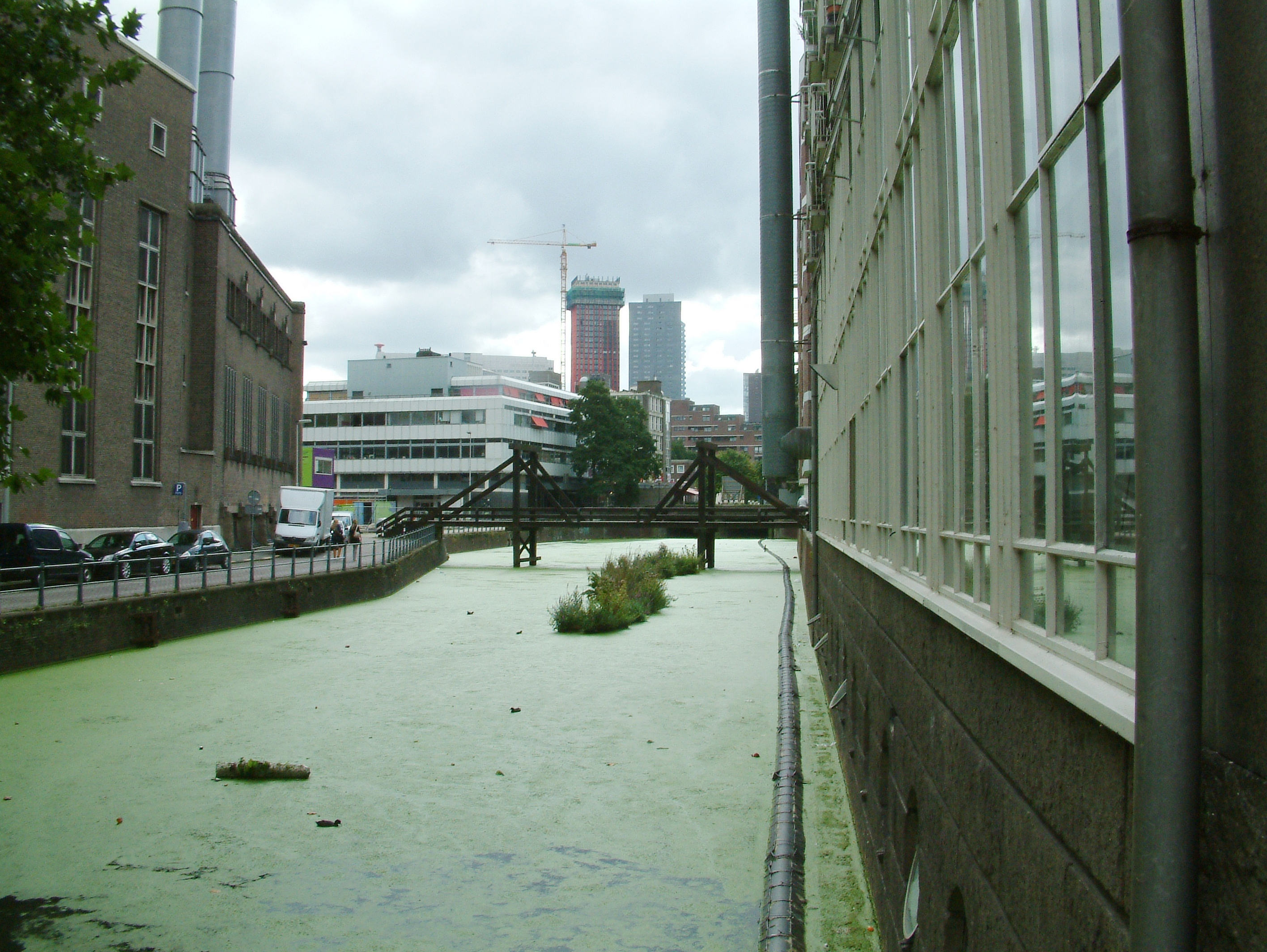
Krattenbrug noordzijde

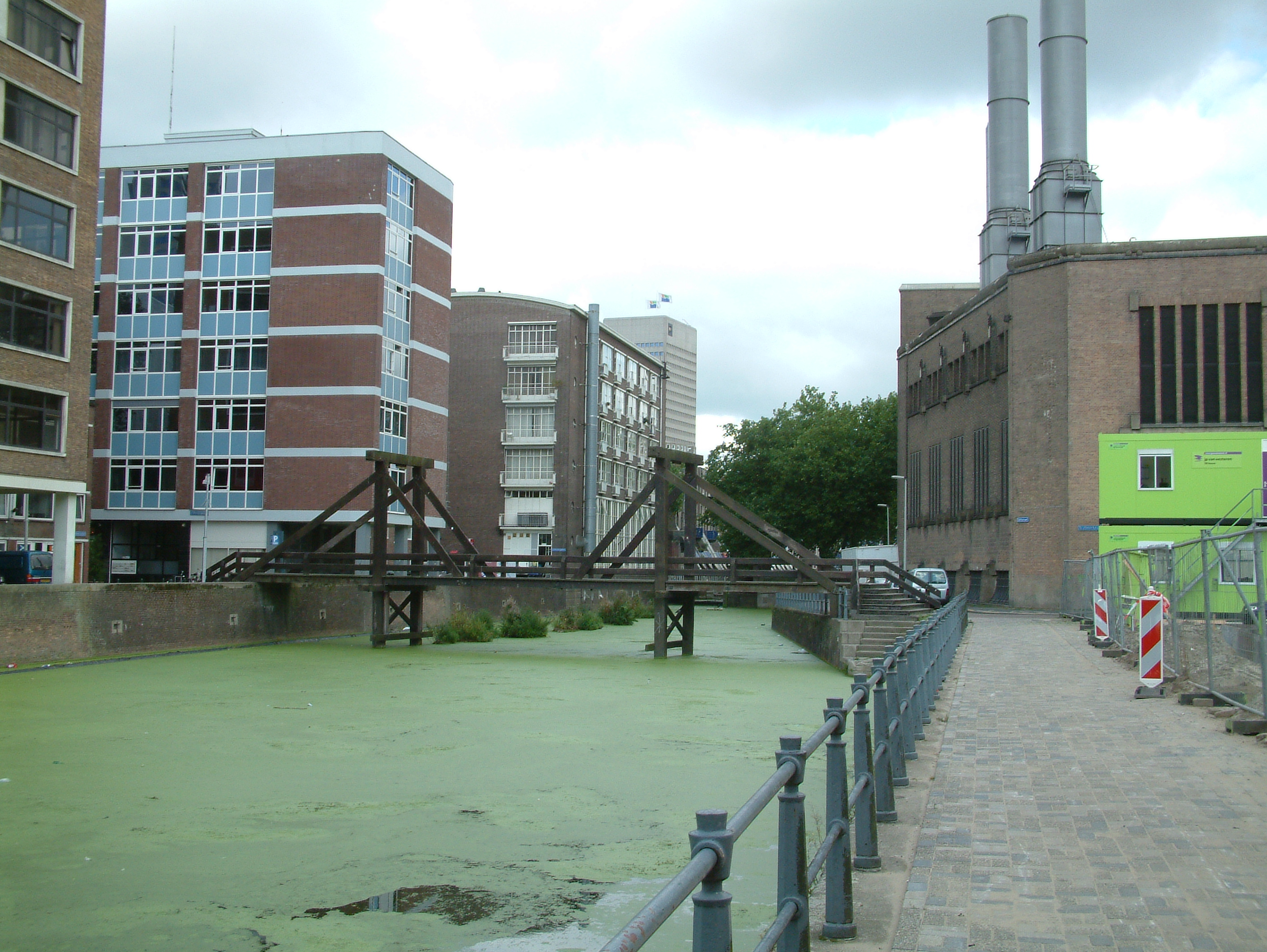
Krattenbrug zuidzijde

De Krattenbrug is sinds 2010 een vaste stalen brug brug en vervangt de voorgaande houten brug. De vormgeving van de stalen brug is afgestemd op die van het naastgelegen stadspodium. Het Hoogheemraadschap van Schieland gaf in 1902 aan de gemeente Rotterdam vergunning voor het vernieuwen van de Krattenbrug over de Delftsevaart (Rotterdamse Schie) tussen de Bagijnenstraat en de Krattensteeg. In 1941 is de oude brug gesloopt. 

## Vlasmarktbrug

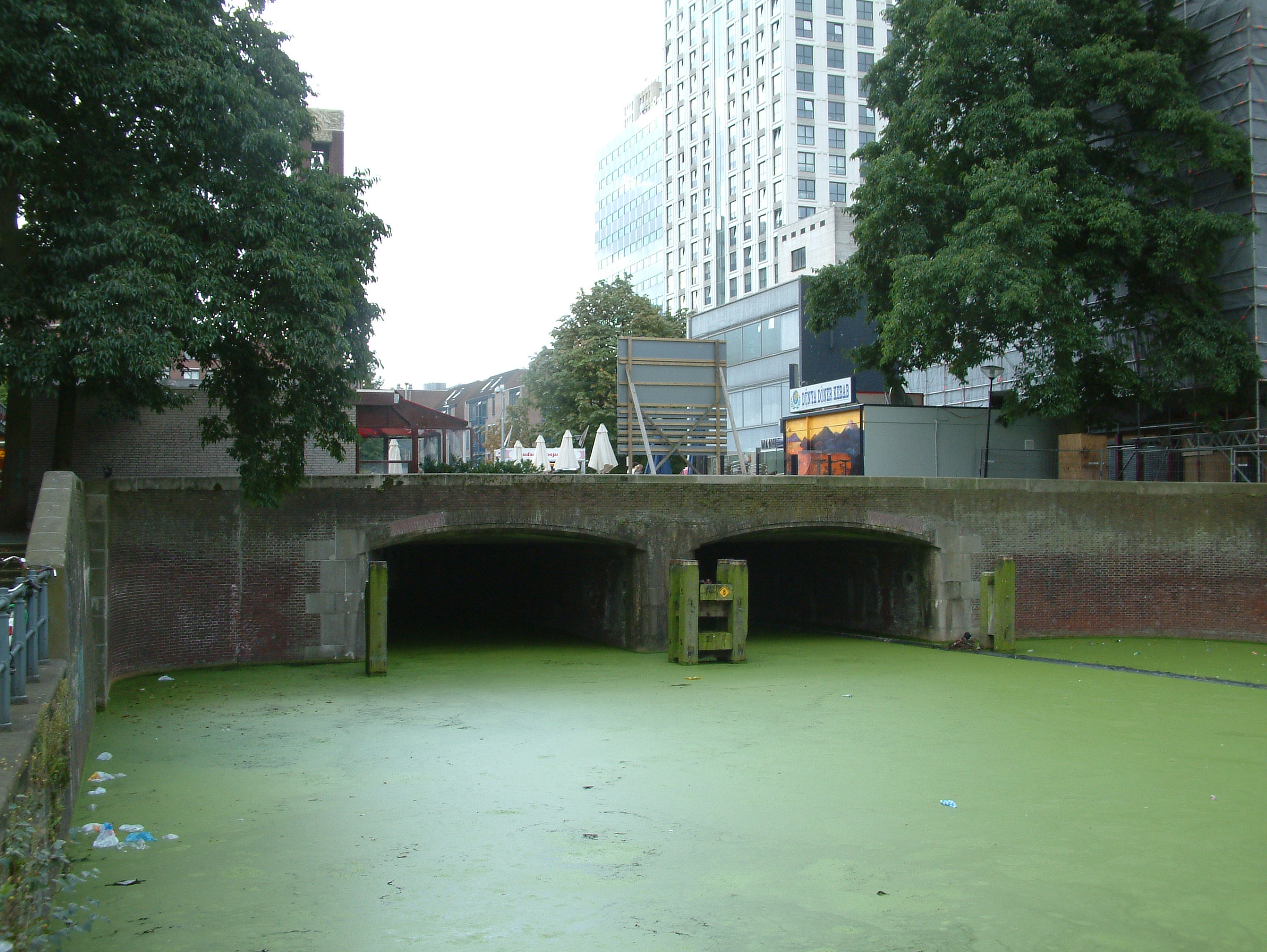
Vlasmarktbrug noordzijde

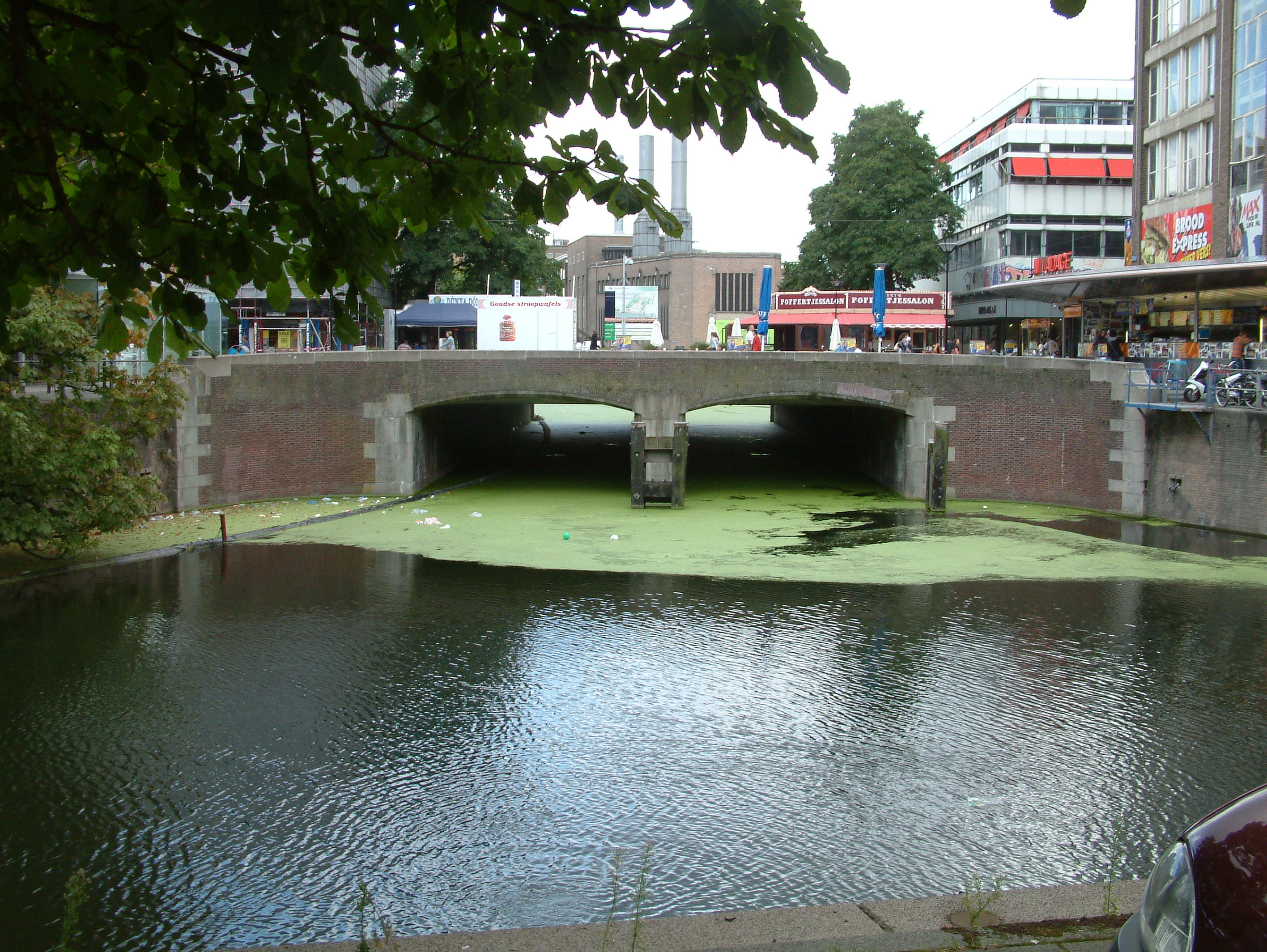
Vlasmarktbrug zuidzijde

De Vlasmarktbrug is een vaste brug, gezien de lengte eerder een overkluizing. Hierboven lag de Vlasmarkt. 

## Wezenbrug

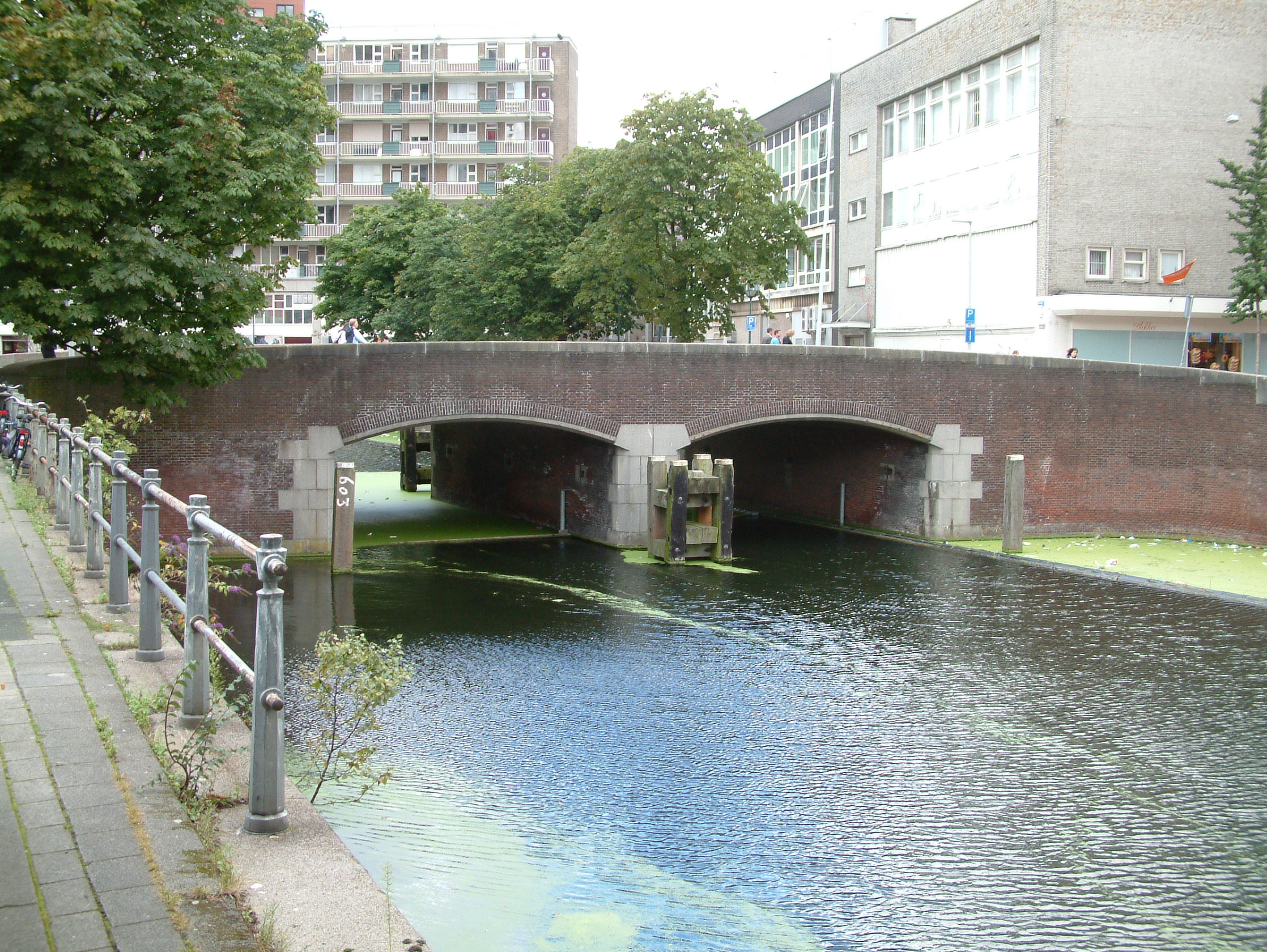
Wezenbrug oostzijde

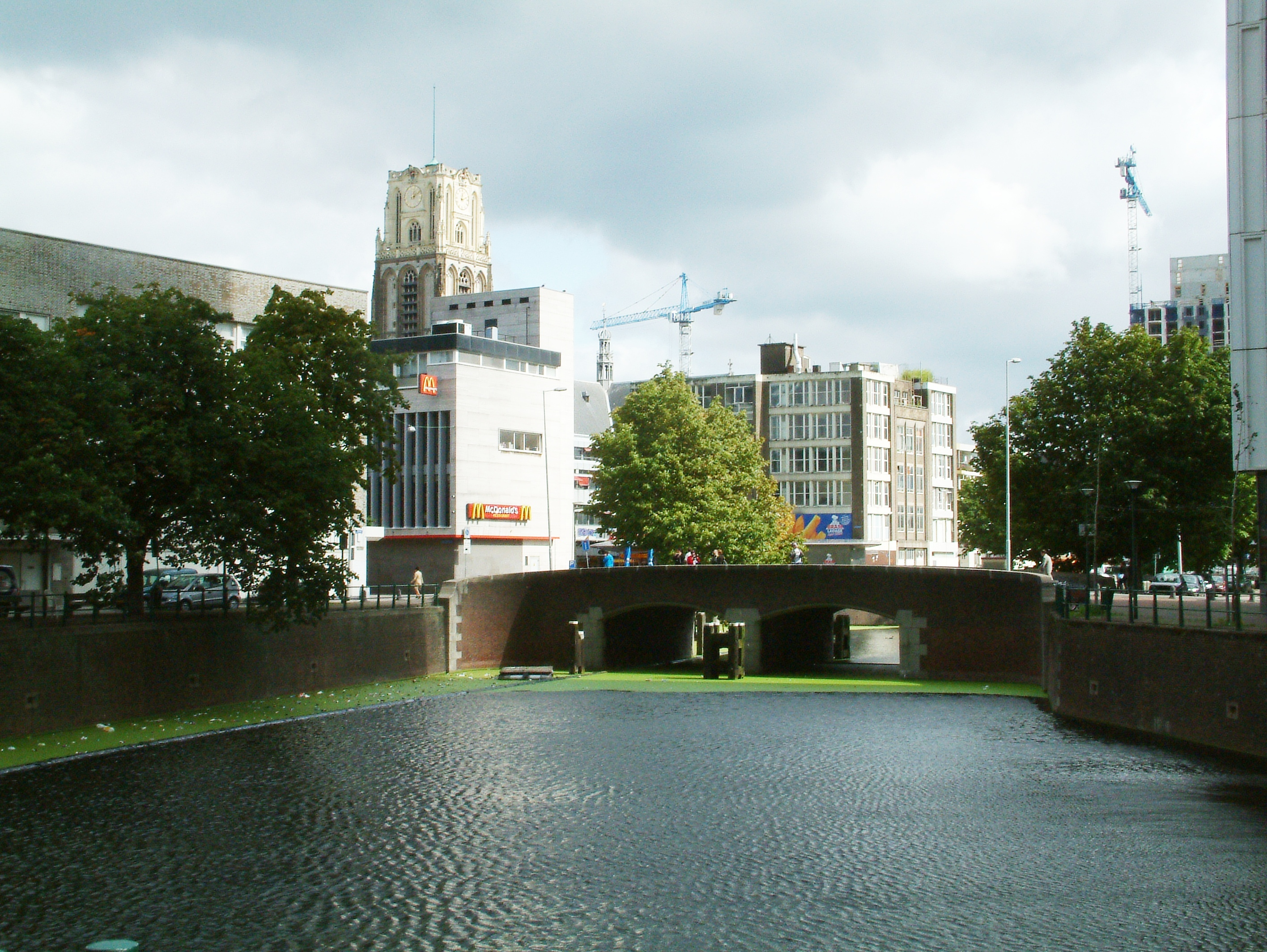
Wezenbrug westzijde

De Wezenbrug is een vaste brug. Het Hoogheemraadschap van Schieland verleende aan de gemeente Rotterdam een vergunning in 1902 voor het vernieuwen van de Weezenbrug. 

## Soetenbrug

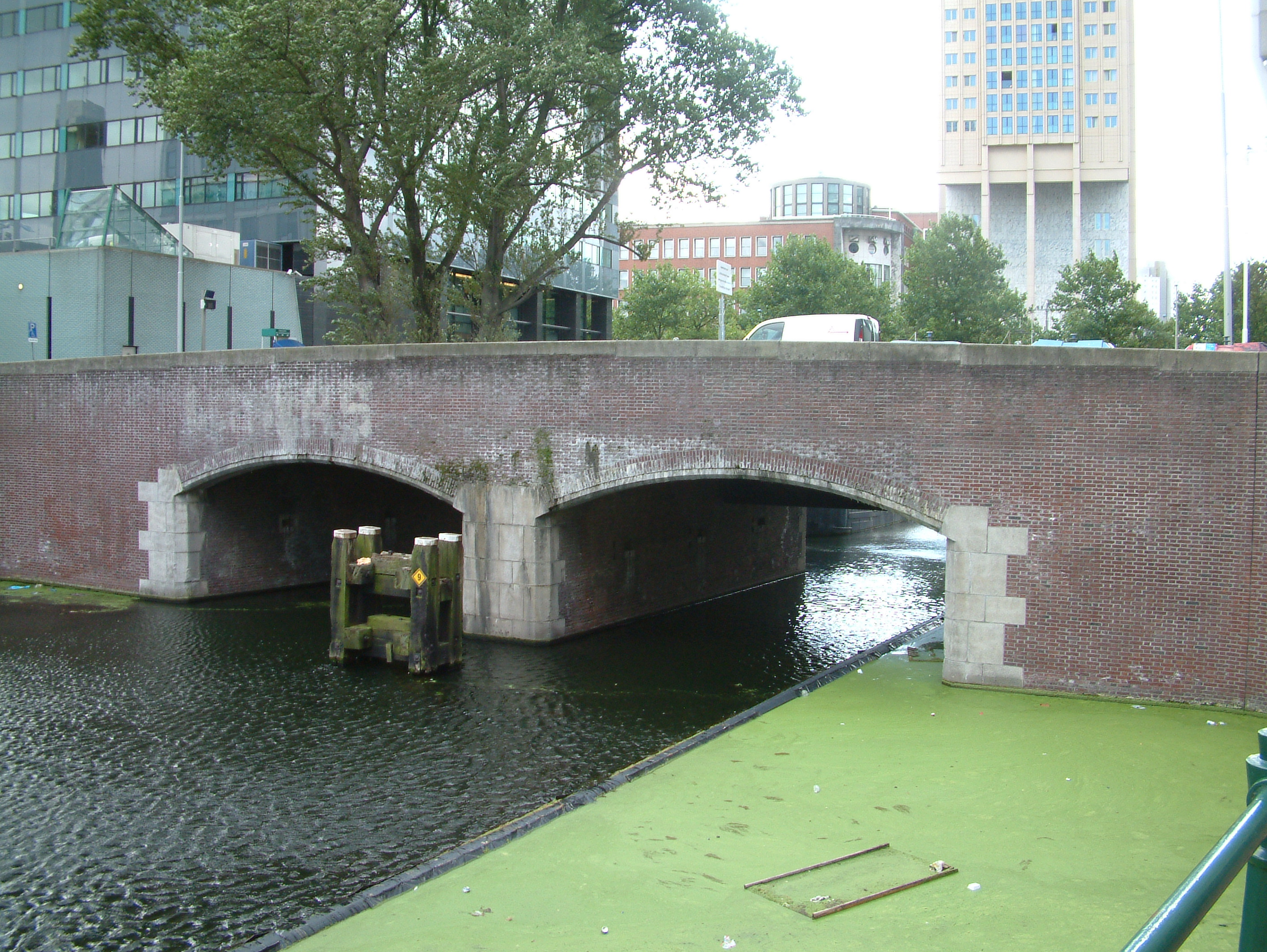
Soetenbrug noordzijde

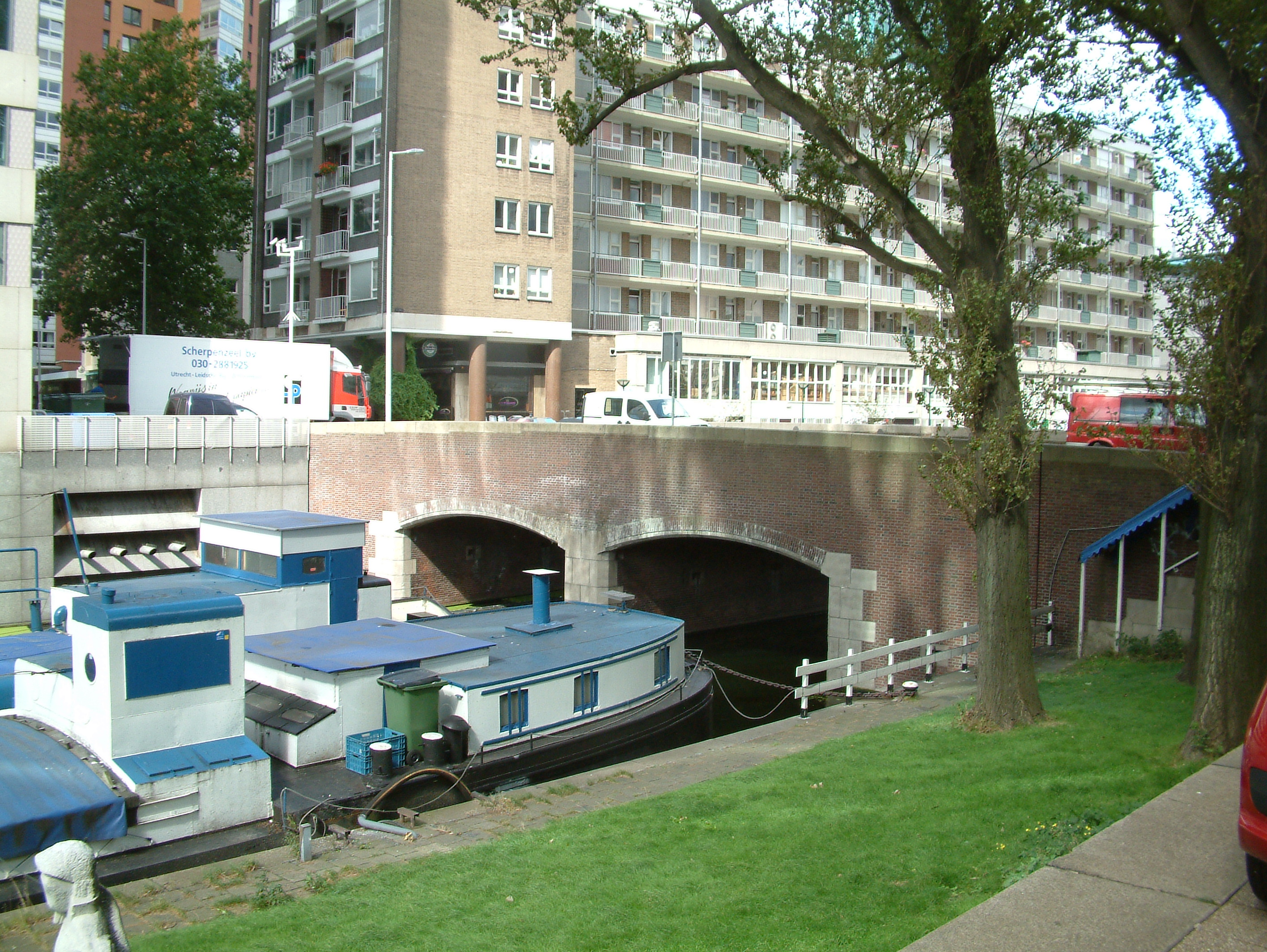
Soetenbrug zuidzijde

De Soetenbrug is een vaste brug. Het Hoogheemraadschap van Schieland gaf aan de gemeente Rotterdam bij besluit van 14 september 1880 vergunning voor het verbreden van de Soetenbrug in verband met de aanleg van de nieuwe vismarkt. 

## Leuvesluis

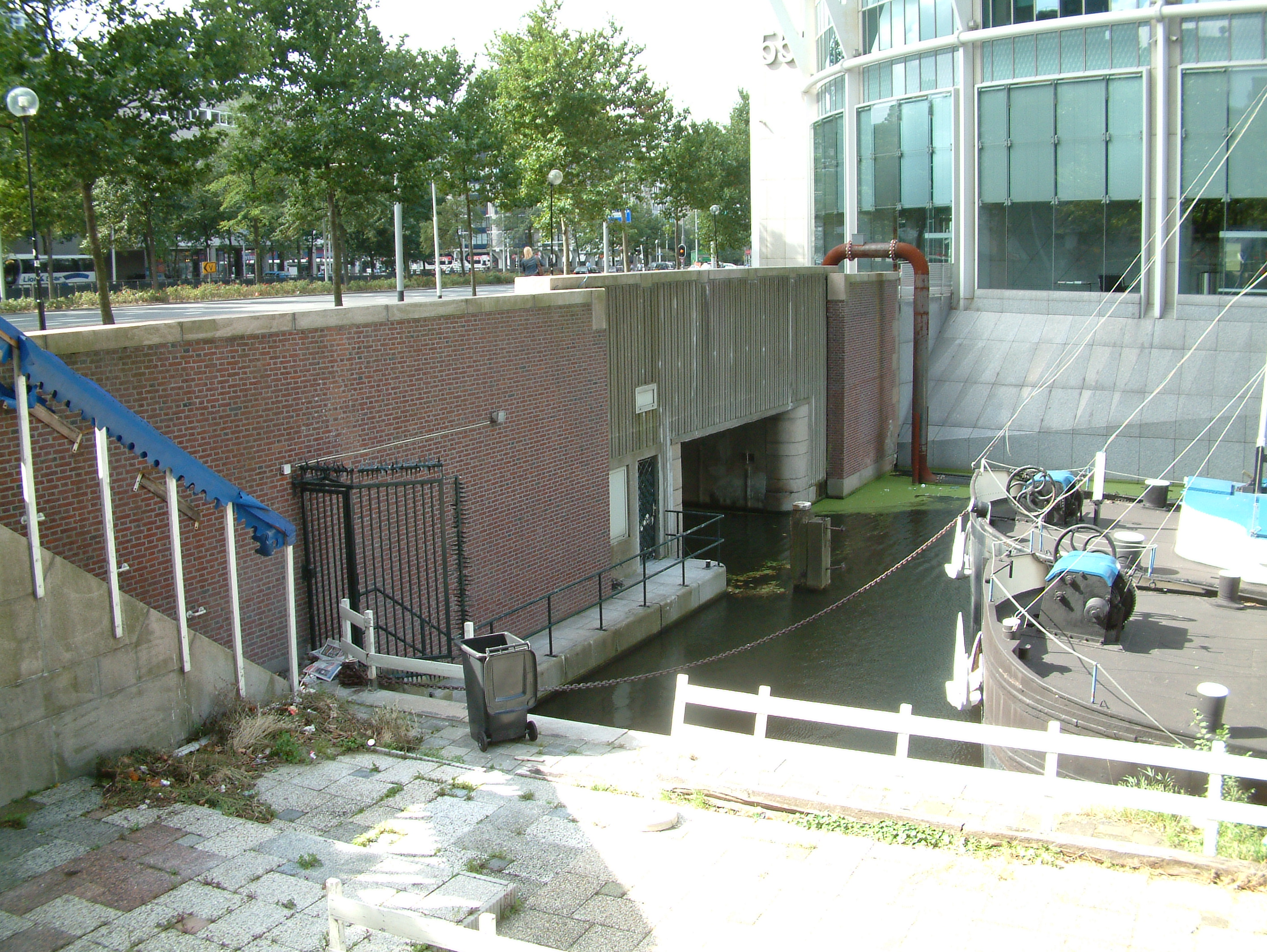
Leuvesluis noordzijde

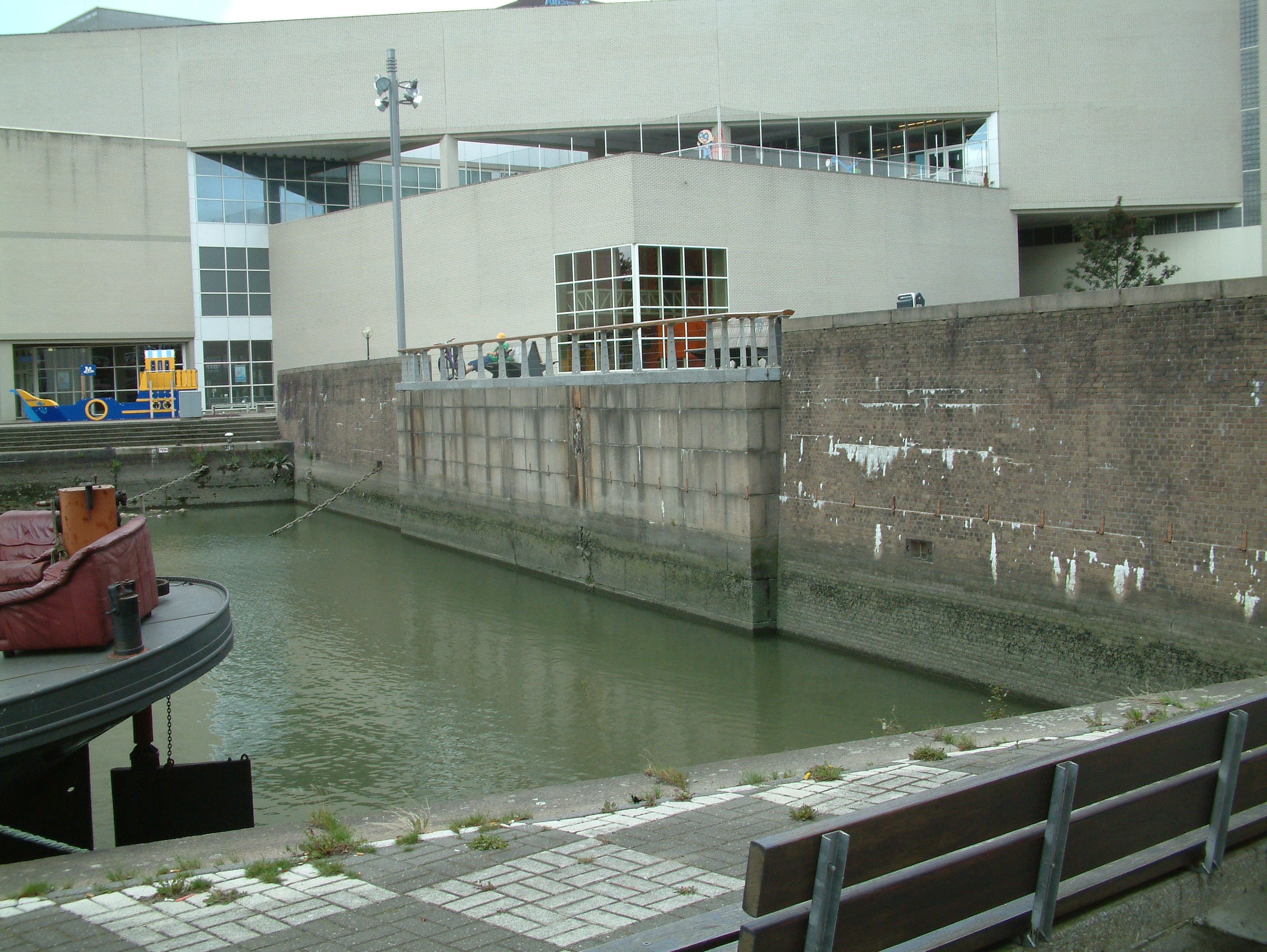
Leuvesluis zuidzijde

De Leuvesluis is gebouwd tussen 1941 en 1950. De sluis is begin jaren zeventig gedempt. Naar de sluis leidt een gewelf onder de Blaak.